# 1999
| [ Edytuj tabelę ]                                                | |
| Prezydent Polski                                                 | - 1995 Aleksander Kwaśniewski 2005                                                                                                 |
| Premier Polski                                                   | - 1997 Jerzy Buzek 2001 |
| Prezydent Abchazji                                               | - 1994 Władisław Ardzinba 2005 |
| Premier Abchazji                                                 | - 1997 Siergiej Bagapsz 1999 - 1999 Wjaczesław Cugba 2001                                                                          |
| Prezydent Afganistanu                                            | - 1996 Mohammad Omar 2001 |
| Premier Afganistanu                                              | - 1996 Mohammad Rabbani 2001 |
| Prezydent Albanii                                                | - 1997 Rexhep Mejdani 2002 |
| Premier Albanii                                                  | - 1998 Pandeli Majko 1999 - 1999 Ilir Meta 2002                                                                                    |
| Prezydent Algierii                                               | - 1994 Liamine Zéroual 1999 - 1999 Abd al-Aziz Buteflika 2019                                                                      |
| Premier Algierii                                                 | - 1998 Isma’il Hamdani 1999 - 1999 Ahmed Benbitour 2000                                                                            |
| Współksiążęta Andory                                             | - 1971 Joan Martí i Alanís 2003 - 1995 Jacques Chirac 2007                                                                         |
| Premier Andory                                                   | - 1994 Marc Forné Molné 2005 |
| Prezydent Angoli                                                 | - 1979 José Eduardo dos Santos 2017                                                                                                |
| Premier Angoli                                                   | - 1996 Fernando José de Franca Dias van Dúnem 1999                                                                                 |
| Premier Antigui i Barbudy                                        | - 1994 Lester Bird 2004 |
| Król Arabii Saudyjskiej                                          | - 1982 Fahd ibn Abd al-Aziz Al Su’ud 2005                                                                                          |
| Prezydent Argentyny                                              | - 1989 Carlos Saúl Menem 1999 - 1999 Fernando de la Rúa 2001                                                                       |
| Prezydent Armenii                                                | - 1998 Robert Koczarian 2008 |
| Premier Armenii                                                  | - 1998 Armen Darpinian 1999 - 1999 Wazgen Sarkisjan 1999 - 1999 Aram Sarkisjan 2000                                                |
| Prezydent Autonomii Palestyńskiej                                | - 1996 Jasir Arafat 2004 |
| Premier Australii                                                | - 1996 John Howard 2007 |
| Prezydent Austrii                                                | - 1992 Thomas Klestil 2004 |
| Kanclerz Austrii                                                 | - 1997 Viktor Klima 2000 |
| Prezydent Azerbejdżanu                                           | - 1993 Heydər Əliyev 2003 |
| Premier Azerbejdżanu                                             | - 1996 Artur Rasizadə 2003 |
| Premier Bahamów                                                  | - 1992 Hubert Ingraham 2002 |
| Emir Bahrajnu                                                    | - 1971 Isa ibn Salman Al Chalifa 1999 - 1999 Hamad ibn Isa Al Chalifa 2002                                                         |
| Premier Bahrajnu                                                 | - 1970 Chalifa ibn Salman Al Chalifa 2020                                                                                          |
| Prezydent Bangladeszu                                            | - 1996 Shahabuddin Ahmed 2001 |
| Premier Bangladeszu                                              | - 1996 Sheikh Hasina 2001 |
| Premier Barbadosu                                                | - 1994 Owen Arthur 2008 |
| Król Belgów                                                      | - 1993 Albert II 2013 |
| Premier Belgii                                                   | - 1992 Jean-Luc Dehaene 1999 - 1999 Guy Verhofstadt 2008                                                                           |
| Premier Belize                                                   | - 1998 Said Musa 2008 |
| Prezydent Beninu                                                 | - 1996 Mathieu Kérékou 2006 |
| Król Bhutanu                                                     | - 1972 Jigme Singye Wangchuck 2006                                                                                                 |
| Premier Bhutanu                                                  | - 1998 Jigme Thinley 1999 - 1999 Sangay Ngedup 2000                                                                                |
| Prezydent Białorusi                                              | - 1994 Alaksandr Łukaszenka |
| Premier Białorusi                                                | - 1996 Siarhiej Linh 2000 |
| Prezydent Boliwii                                                | - 1997 Hugo Banzer Suárez 2001 |
| Przewodniczący Prezydium Bośni i Hercegowiny                     | - 1998 Živko Radišić 1999 - 1999 Ante Jelavić 2000                                                                                 |
| Premier Bośni i Hercegowiny                                      | - 1997 Haris Silajdžić Boro Bosić 1999 - 1999 Haris Silajdžić Svetozar Mihajlović 2000                                             |
| Prezydent Botswany                                               | - 1998 Festus Mogae 2008 |
| Prezydent Brazylii                                               | - 1992 Fernando Henrique Cardoso 2003                                                                                              |
| Sułtan Brunei                                                    | - 1967 Hassanal Bolkiah |
| Prezydent Bułgarii                                               | - 1997 Petyr Stojanow 2002 |
| Premier Bułgarii                                                 | - 1997 Iwan Kostow 2001 |
| Prezydent Burkiny Faso                                           | - 1987 Blaise Compaoré 2014 |
| Premier Burkiny Faso                                             | - 1996 Kadré Désiré Ouédraogo 2000                                                                                                 |
| Prezydent Burundi                                                | - 1996 Pierre Buyoya 2003 |
| Premier Burundi                                                  | - 1998 urząd zniesiony 2020 |
| Prezydent Chile                                                  | - 1994 Eduardo Frei 2000 |
| Przewodniczący ChRL                                              | - 1993 Jiang Zemin 2003 |
| Premier Chin                                                     | - 1998 Zhu Rongji 2003 |
| Prezydent Chorwacji                                              | - 1991 Franjo Tuđman 1999 - 1999 Vlatko Pavletić 2000                                                                              |
| Premier Chorwacji                                                | - 1995 Zlatko Mateša 2000 |
| Prezydent Cypru                                                  | - 1993 Glafkos Kliridis 2003 |
| Prezydent Cypru Północnego                                       | - 1983 Rauf Denktaş 2005 |
| Prezydent Czadu                                                  | - 1990 Idriss Déby 2021 |
| Premier Czadu                                                    | - 1997 Nassour Guelendouksia Ouaido 1999 - 1999 Nagoum Yamassoum 2002                                                              |
| Prezydent Czech                                                  | - 1993 Václav Havel 2003 |
| Premier Czech                                                    | - 1998 Miloš Zeman 2002 |
| Król Danii                                                       | - 1972 Małgorzata II 2024 |
| Premier Danii                                                    | - 1993 Poul Nyrup Rasmussen 2001                                                                                                   |
| Prezydent DR Konga                                               | - 1997 Laurent-Désiré Kabila 2001                                                                                                  |
| Dalajlama                                                        | - 1940 Tenzin Gjaco |
| Prezydent Dominikany                                             | - 1996 Leonel Fernández 2000 |
| Prezydent Dominiki                                               | - 1998 Vernon Shaw 2003 |
| Premier Dominiki                                                 | - 1995 Edison James 2000 |
| Prezydent Dżibuti                                                | - 1977 Hasan Guled Aptidon 1999 - 1999 Ismail Omar Guelleh                                                                         |
| Premier Dżibuti                                                  | - 1978 Barkat Gourad Hamadou 2001                                                                                                  |
| Prezydent Egiptu                                                 | - 1981 Husni Mubarak 2011 |
| Premier Egiptu                                                   | - 1996 Kamal al-Dżanzuri 1999 - 1999 Atif Ubajd 2004                                                                               |
| Prezydent Ekwadoru                                               | - 1998 Jamil Mahaud 2000 |
| Prezydent Erytrei                                                | - 1993 Isajas Afewerki |
| Prezydent Estonii                                                | - 1992 Lennart Meri 2001 |
| Premier Estonii                                                  | - 1997 Mart Siimann 1999 - 1999 Mart Laar 2002                                                                                     |
| Prezydent Etiopii                                                | - 1995 Negasso Gidada 2001 |
| Premier Etiopii                                                  | - 1995 Meles Zenawi 2012 |
| Przew. Komisji Europejskiej                                      | - 1995 Jacques Santer (Luksemburg) 1999 - 1999 Romano Prodi (Włochy) 2004                                                          |
| Prezydent Fidżi                                                  | - 1993 Kamisese Mara 2000 |
| Premier Fidżi                                                    | - 1992 Sitiveni Rabuka 1999 - 1999 Mahendra Chaudhry 2000                                                                          |
| Prezydent Filipin                                                | - 1998 Joseph Estrada 2001 |
| Prezydent Finlandii                                              | - 1994 Martti Ahtisaari 2000 |
| Premier Finlandii                                                | - 1995 Paavo Lipponen 2003 |
| Prezydent Francji                                                | - 1995 Jacques Chirac 2007 |
| Premier Francji                                                  | - 1997 Lionel Jospin 2002 |
| Prezydent Gabonu                                                 | - 1967 Omar Bongo 2009 |
| Premier Gabonu                                                   | - 1994 Paulin Obame-Nguema 1999 - 1999 Jean-François Ntoutoume Emane 2006                                                          |
| Prezydent Gambii                                                 | - 1994 Yahya Jammeh 2017 |
| Prezydent Ghany                                                  | - 1981 Jerry John Rawlings 2001 |
| Prezydent Grecji                                                 | - 1995 Konstandinos Stefanopulos 2005                                                                                              |
| Premier Grecji                                                   | - 1996 Kostas Simitis 2004 |
| Premier Grenady                                                  | - 1995 Keith Mitchell 2008 |
| Prezydent Gruzji                                                 | - 1995 Eduard Szewardnadze 2003 |
| Premier Gruzji                                                   | - 1998 Waża Lortkipanidze 2000 |
| Prezydent Gujany                                                 | - 1997 Janet Jagan 1999 - 1999 Bharrat Jagdeo 2011                                                                                 |
| Premier Gujany                                                   | - 1997 Samuel Hinds 1999 - 1999 Bharrat Jagdeo 1999 - 1999 Samuel Hinds 2015                                                       |
| Prezydent Gwatemali                                              | - 1996 Álvaro Arzú 2000 |
| Prezydent Gwinei                                                 | - 1984 Lansana Conté 2008 |
| Premier Gwinei                                                   | - 1996 Sidya Touré 1999 - 1999 Lamine Sidimé 2004                                                                                  |
| Prezydent Gwinei Bissau                                          | - 1984 João Bernardo Vieira 1999 - 1999 Ansumane Mané (p.o.) 1999 - 1999 Malam Bacai Sanhá 2000                                    |
| Premier Gwinei Bissau                                            | - 1998 Francisco Fadul 2000 |
| Prezydent Gwinei Równikowej                                      | - 1979 Teodoro Obiang Nguema Mbasogo                                                                                               |
| Premier Gwinei Równikowej                                        | - 1996 Ángel Serafín Seriche Dougan 2001                                                                                           |
| Prezydent Haiti                                                  | - 1996 René Préval 2001 |
| Premier Haiti                                                    | - 1999 Jacques-Édouard Alexis 2001                                                                                                 |
| Król Hiszpanii                                                   | - 1975 Jan Karol I 2014 |
| Premier Hiszpanii                                                | - 1996 José María Aznar 2004 |
| Król Holandii                                                    | - 1980 Beatrycze 2013 |
| Premier Holandii                                                 | - 1994 Wim Kok 2002 |
| Prezydent Hondurasu                                              | - 1998 Carlos Roberto Flores Facussé 2002                                                                                          |
| Najwyższy przywódca Iranu                                        | - 1989 Ali Chamenei |
| Prezydent Iranu                                                  | - 1997 Mohammad Chatami 2005 |
| Prezydent Iraku                                                  | - 1979 Saddam Husajn 2003 |
| Premier Iraku                                                    | - 1994 Saddam Husajn 2003 |
| Prezydent Indii                                                  | - 1997 Kocheril Raman Narayanan 2002                                                                                               |
| Premier Indii                                                    | - 1998 Atal Bihari Vajpayee 2004                                                                                                   |
| Prezydent Indonezji                                              | - 1998 Jusuf Habibie 1999 - 1999 Abdurrahman Wahid 2001                                                                            |
| Prezydent Irlandii                                               | - 1997 Mary McAleese 2011 |
| Premier Irlandii                                                 | - 1997 Bertie Ahern 2008 |
| Prezydent Islandii                                               | - 1996 Ólafur Ragnar Grímsson 2016                                                                                                 |
| Premier Islandii                                                 | - 1991 Davíð Oddsson 2004 |
| Prezydent Izraela                                                | - 1993 Ezer Weizman 2000 |
| Premier Izraela                                                  | - 1996 Binjamin Netanjahu 1999 - 1999 Ehud Barak 2001                                                                              |
| Premier Jamajki                                                  | - 1992 Percival James Patterson 2006                                                                                               |
| Cesarz Japonii                                                   | - 1989 Akihito 2019 |
| Premier Japonii                                                  | - 1998 Keizō Obuchi 2000 |
| Prezydent Jemenu                                                 | - 1990 Ali Abd Allah Salih 2012 |
| Król Jordanii                                                    | - 1952 Husajn 1999 - 1999 Abd Allah II                                                                                             |
| Premier Jordanii                                                 | - 1998 Fajiz at-Tarawina 1999 - 1999 Abd ar-Ra’uf ar-Rawabida 2000                                                                 |
| Prezydent Jugosławii                                             | - 1997 Slobodan Milošević 2000 |
| Premier Jugosławii                                               | - 1998 Momir Bulatović 2000 |
| Król Kambodży                                                    | - 1993 Norodom Sihanouk 2004 |
| Premier Kambodży                                                 | - 1993 Hun Sen 2023 |
| Prezydent Kamerunu                                               | - 1982 Paul Biya |
| Premier Kamerunu                                                 | - 1996 Peter Mafany Musonge 2004                                                                                                   |
| Premier Kanady                                                   | - 1993 Jean Chrétien 2003 |
| Prezydent Górskiego Karabachu                                    | - 1997 Arkadi Ghukasjan 2007 |
| Emir Kataru                                                      | - 1995 Hamad ibn Chalifa 2013 |
| Premier Kataru                                                   | - 1996 Abd Allah ibn Chalifa 2007                                                                                                  |
| Prezydent Kazachstanu                                            | - 1991 Nursułtan Nazarbajew 2019                                                                                                   |
| Premier Kazachstanu                                              | - 1997 Nurłan Bałgymbajew 1999 - 1999 Kasym-Żomart Tokajew 2002                                                                    |
| Prezydent Kenii                                                  | - 1978 Daniel Moi 2002 |
| Prezydent Kirgistanu                                             | - 1991 Askar Akajew 2005 |
| Premier Kirgistanu                                               | - 1998 Dżumabek Ibraimow 1999 - 1999 Boris Silajew (p.o.) 1999 - 1999 Amangieldy Muralijew 2000                                    |
| Prezydent Kiribati                                               | - 1994 Teburoro Tito 2003 |
| Prezydent Kolumbii                                               | - 1998 Andrés Pastrana Arango 2002                                                                                                 |
| Prezydent Konga                                                  | - 1997 Denis Sassou-Nguesso |
| Patriarcha Konstantynopola                                       | - 1991 Bartłomiej I |
| Prezydent Korei Południowej                                      | - 1998 Kim Dae Jung 2003 |
| Premier Korei Południowej                                        | - 1988 Kim Jong-pil 2000 |
| Najwyższy Przywódca KRLD                                         | - 1994 Kim Dzong Il 2011 |
| Premier KRLD                                                     | - 1997 Hong Sŏng Nam 2003 |
| Prezydent Kostaryki                                              | - 1998 Miguel Ángel Rodríguez 2002                                                                                                 |
| Przewodniczący Rady Państwa Kuby                                 | - 1976 Fidel Castro 2008 |
| Emir Kuwejtu                                                     | - 1977 Dżabir III 2006 |
| Premier Kuwejtu                                                  | - 1978 Sad al-Abd Allah as-Salim as-Sabah 2003                                                                                     |
| Prezydent Laosu                                                  | - 1998 Khamtai Siphandon 2006 |
| Król Lesotho                                                     | - 1996 Letsie III |
| Premier Lesotho                                                  | - 1998 Pakalitha Mosisili 2012 |
| Prezydent Libanu                                                 | - 1998 Émile Lahoud 2007 |
| Premier Libanu                                                   | - 1998 Salim al-Huss 2000 |
| Prezydent Liberii                                                | - 1997 Charles Taylor 2003 |
| Przywódca Libii                                                  | - 1969 Mu’ammar al-Kaddafi 2011 |
| Premier Libii                                                    | - 1997 Muhammad Ahmad al-Mankusz 2000                                                                                              |
| Sekretarz generalny PKL Libii                                    | - 1992 Az-Zanati Imhammad az-Zanati 2008                                                                                           |
| Książę Liechtensteinu                                            | - 1989 Jan Adam II |
| Premier Liechtensteinu                                           | - 1993 Mario Frick 2001 |
| Prezydent Litwy                                                  | - 1998 Valdas Adamkus 2003 |
| Premier Litwy                                                    | - 1996 Gediminas Vagnorius 1999 - 1999 Rolandas Paksas 1999 - 1999 Andrius Kubilius 2000                                           |
| Wielki książę Luksemburga                                        | - 1964 Jan 2000 |
| Premier Luksemburga                                              | - 1995 Jean-Claude Juncker 2013 |
| Prezydent Łotwy                                                  | - 1993 Guntis Ulmanis 1999 - 1999 Vaira Vīķe-Freiberga 2007                                                                        |
| Premier Łotwy                                                    | - 1998 Vilis Krištopans 1999 - 1999 Andris Šķēle 2000                                                                              |
| Prezydent Macedonii                                              | - 1991 Kiro Gligorow 1999 - 1999 Boris Trajkowski 2004                                                                             |
| Premier Macedonii                                                | - 1998 Lubczo Georgiewski 2002 |
| Prezydent Madagaskaru                                            | - 1997 Didier Ratsiraka 2002 |
| Premier Madagaskaru                                              | - 1998 Tantely Andrianarivo 2002                                                                                                   |
| Prezydent Malawi                                                 | - 1994 Bakili Muluzi 2004 |
| Prezydent Malediwów                                              | - 1978 Maumun ̓Abdul Gajum 2008 |
| Król Malezji                                                     | - 1994 Tuanku Jaafar 1999 - 1999 Salahuddin 2001                                                                                   |
| Premier Malezji                                                  | - 1981 Mahathir bin Mohamad 2003                                                                                                   |
| Prezydent Mali                                                   | - 1992 Alpha Oumar Konaré 2002 |
| Premier Mali                                                     | - 1994 Ibrahim Boubacar Keïta 2000                                                                                                 |
| Prezydent Malty                                                  | - 1994 Ugo Mifsud Bonnici 1999 - 1999 Guido de Marco 2004                                                                          |
| Premier Malty                                                    | - 1998 Edward Fenech Adami 2004 |
| Król Maroka                                                      | - 1961 Hassan II 1999 - 1999 Muhammad VI                                                                                           |
| Premier Maroka                                                   | - 1998 Abd ar-Rahman al-Jusufi 2002                                                                                                |
| Prezydent Mauretanii                                             | - 1984 Maawija uld Sid’Ahmad Taja 2005                                                                                             |
| Premier Mauretanii                                               | - 1998 Szajch al-Afijja uld Muhammad Chuna 2003                                                                                    |
| Prezydent Mauritiusa                                             | - 1992 Cassam Uteem 2002 |
| Premier Mauritiusa                                               | - 1995 Navin Ramgoolam 2000 |
| Prezydent Meksyku                                                | - 1994 Ernesto Zedillo Ponce de León 2000                                                                                          |
| Prezydent Mikronezji                                             | - 1996 Jacob Nena 1999 - 1999 Leo Falcam 2003                                                                                      |
| Przewodniczący Państwowej Rady Pokoju i Rozwoju Mjanmy           | - 1997 Than Shwe 2011 |
| Premier Mjanmy                                                   | - 1992 Than Shwe 2003 |
| Prezydent Mołdawii                                               | - 1996 Petru Lucinschi 2001 |
| Premier Mołdawii                                                 | - 1997 Ion Ciubuc 1999 - 1999 Serafim Urechean (p.o.) 1999 - 1999 Ion Sturza 1999 - 1999 Dumitru Braghiş 2001                      |
| Książę Monako                                                    | - 1949 Rainier III 2005 |
| Minister stanu Monako                                            | - 1997 Michel Lévêque 2000 |
| Prezydent Mongolii                                               | - 1997 Nacagijn Bagabandi 2005 |
| Premier Mongolii                                                 | - 1998 Dżanlawyn Narancacralt 1999 - 1999 Njam-Osoryn Tujaa (p.o.) 1999 - 1999 Rinczinnjamyn Amardżargal 2000                      |
| Prezydent Mozambiku                                              | - 1986 Joaquim Chissano 2005 |
| Premier Mozambiku                                                | - 1994 Pascoal Mocumbi 2004 |
| Prezydent Naddniestrza                                           | - 1991 Igor Smirnow 2011 |
| Prezydent Namibii                                                | - 1990 Sam Nujoma 2005 |
| Premier Namibii                                                  | - 1990 Hage Geingob 2002 |
| Sekretarz generalny NATO                                         | - 1995 Javier Solana (Hiszpania) 1999 - 1999 George Robertson (Wielka Brytania) 2003                                               |
| Prezydent Nauru                                                  | - 1998 Bernard Dowiyogo 1999 - 1999 René Harris 2000                                                                               |
| Król Nepalu                                                      | - 1972 Birendra 2001 |
| Premier Nepalu                                                   | - 1998 Girija Prasad Koirala 1999 - 1999 Krishna Prasad Bhattarai 2000                                                             |
| Prezydent Niemiec                                                | - 1994 Roman Herzog 1999 - 1999 Johannes Rau 2004                                                                                  |
| Kanclerz Niemiec                                                 | - 1998 Gerhard Schröder 2005 |
| Prezydent Nigru                                                  | - 1996 Ibrahim Baré Maïnassara 1999 - 1999 Daouda Malam Wanké 1999 - 1999 Mamadou Tandja 2010                                      |
| Premier Nigru                                                    | - 1997 Ibrahim Hassane Mayaki 2000                                                                                                 |
| Prezydent Nigerii                                                | - 1998 Abdulsalami Abubakar 1999 - 1999 Olusẹgun Ọbasanjọ 2007                                                                     |
| Prezydent Nikaragui                                              | - 1997 Arnoldo Alemán 2002 |
| Król Norwegii                                                    | - 1991 Harald V |
| Premier Norwegii                                                 | - 1997 Kjell Magne Bondevik 2000                                                                                                   |
| Premier Nowej Zelandii                                           | - 1997 Jenny Shipley 1999 - 1999 Helen Clark 2008                                                                                  |
| Prezydent Osetii Południowej                                     | - 1996 Ludwig Czibirow 2001 |
| Sułtan Omanu                                                     | - 1970 Kabus ibn Sa’id 2020 |
| Sekretarz generalny ONZ                                          | - 1997 Kofi Annan (Ghana) 2006 |
| Prezydent Pakistanu                                              | - 1998 Muhammad Rafiq Tarar 2001                                                                                                   |
| Premier Pakistanu                                                | - 1997 Nawaz Sharif 1999 - 1999 Pervez Musharraf 2002                                                                              |
| Prezydent Palau                                                  | - 1993 Kuniwo Nakamura 2001 |
| Prezydent Panamy                                                 | - 1994 Ernesto Pérez Balladares 1999 - 1999 Mireya Moscoso 2004                                                                    |
| Papież                                                           | - 1978 Jan Paweł II 2005 |
| Premier Papui-Nowej Gwinei                                       | - 1997 Bill Skate 1999 - 1999 Mekere Morauta 2002                                                                                  |
| Prezydent Paragwaju                                              | - 1998 Raúl Cubas Grau 1999 - 1999 Luis Ángel González Macchi 2003                                                                 |
| Prezydent Peru                                                   | - 1990 Alberto Fujimori 2000 |
| Premier Peru                                                     | - 1998 Alberto Pandolfi 1999 - 1999 Victor Joy Way 1999 - 1999 Alberto Bustamante 2000                                             |
| Prezydent Południowej Afryki                                     | - 1994 Nelson Mandela 1999 - 1999 Thabo Mbeki 2008                                                                                 |
| Prezydent Portugalii                                             | - 1996 Jorge Sampaio 2006 |
| Premier Portugalii                                               | - 1995 António Guterres 2002 |
| Sekretarz generalny Rady Europy                                  | - 1994 Daniel Tarschys (Szwecja) 1999 - 1999 Walter Schwimmer (Austria) 2004                                                       |
| Prezydent Republiki Środkowoafrykańskiej                         | - 1993 Ange-Félix Patassé 2003 |
| Premier Republiki Środkowoafrykańskiej                           | - 1997 Michel Gbezera-Bria 1999 - 1999 Anicet-Georges Dologuélé 2001                                                               |
| Prezydent Republiki Zielonego Przylądka                          | - 1991 António Monteiro 2001 |
| Premier Republiki Zielonego Przylądka                            | - 1991 Carlos Veiga 2000 |
| Prezydent Rosji                                                  | - 1991 Boris Jelcyn 1999 - 1999 Władimir Putin 2008                                                                                |
| Premier Rosji                                                    | - 1998 Jewgienij Primakow 1999 - 1999 Siergiej Stiepaszyn 1999 - 1999 Władimir Putin 2000                                          |
| Prezydent Rumunii                                                | - 1996 Emil Constantinescu 2000 |
| Premier Rumunii                                                  | - 1998 Radu Vasile 1999 - 1999 Mugur Isărescu 2000                                                                                 |
| Prezydent Rwandy                                                 | - 1994 Pasteur Bizimungu 2000 |
| Premier Rwandy                                                   | - 1995 Pierre-Célestin Rwigema 2000                                                                                                |
| Premier Saint Kitts i Nevis                                      | - 1995 Denzil Douglas 2015 |
| Premier Saint Lucia                                              | - 1997 Kenny Anthony 2006 |
| Premier Saint Vincent i Grenadyn                                 | - 1984 James Fitz-Allen Mitchell 2000                                                                                              |
| Prezydent Salwadoru                                              | - 1994 Armando Calderón Sol 1999 - 1999 Francisco Flores 2004                                                                      |
| O le Ao o le Malo Samoa                                          | - 1962 Malietoa Tanumafili II 2007                                                                                                 |
| Premier Samoa                                                    | - 1998 Tuilaʻepa Sailele Malielegaoi 2021                                                                                          |
| Kapitanowie regenci San Marino                                   | - 1998 Pietro Berti Paolo Bollini 1999 - 1999 Antonello Bacciocchi Rosa Zafferani 1999 - 1999 Marino Bollini Giuseppe Arzilli 2000 |
| Sekretarz Stanu do spraw Politycznych i Zagranicznych San Marino | - 1986 Gabriele Gatti 2002 |
| Prezydent Senegalu                                               | - 1981 Abdou Diouf 2000 |
| Premier Senegalu                                                 | - 1998 Mamadou Lamine Loum 2000 |
| Prezydent Seszeli                                                | - 1977 France-Albert René 2004 |
| Prezydent Sierra Leone                                           | - 1998 Ahmad Tejan Kabbah 2007 |
| Prezydent Singapuru                                              | - 1993 Ong Teng Cheong 1999 - 1999 S.R. Nathan 2011                                                                                |
| Premier Singapuru                                                | - 1990 Goh Chok Tong 2004 |
| Prezydent Słowacji                                               | - 1998 Mikuláš Dzurinda 1999 - 1998 Jozef Migaš 1999 - 1999 Rudolf Schuster 2004                                                   |
| Premier Słowacji                                                 | - 1998 Mikuláš Dzurinda 2006 |
| Prezydent Słowenii                                               | - 1991 Milan Kučan 2002 |
| Premier Słowenii                                                 | - 1992 Janez Drnovšek 2000 |
| Prezydent Sri Lanki                                              | - 1994 Chandrika Kumaratunga 2005                                                                                                  |
| Premier Sri Lanki                                                | - 1994 Sirimavo Bandaranaike 2000                                                                                                  |
| Król Suazi                                                       | - 1986 Ntombi (współpanująca) 2018 - 1986 Mswati III 2018                                                                          |
| Premier Suazi                                                    | - 1996 Barnabas Sibusiso Dlamini 2003                                                                                              |
| Prezydent Sudanu                                                 | - 1989 Umar al-Baszir 2019 |
| Prezydent Surinamu                                               | - 1996 Jules Wijdenbosch 2000 |
| Prezydent Syrii                                                  | - 1971 Hafiz al-Asad 2000 |
| Premier Syrii                                                    | - 1987 Mahmud az-Zubi 2000 |
| Prezydent Szwajcarii                                             | - 1999 Ruth Dreifuss 1999 |
| Król Szwecji                                                     | - 1973 Karol XVI Gustaw |
| Premier Szwecji                                                  | - 1996 Göran Persson 2006 |
| Prezydent Tadżykistanu                                           | - 1994 Emomali Rahmon |
| Premier Tadżykistanu                                             | - 1996 Jahjo Azimow 1999 - 1999 Okil Okilow 2013                                                                                   |
| Król Tajlandii                                                   | - 1946 Bhumibol Adulyadej 2016 |
| Premier Tajlandii                                                | - 1997 Chuan Leekpai 2001 |
| Prezydent Tajwanu                                                | - 1988 Lee Teng-hui 2000 |
| Prezydent Tanzanii                                               | - 1995 Benjamin Mkapa 2005 |
| Premier Tanzanii                                                 | - 1995 Frederick Sumaye 2005 |
| Prezydent Togo                                                   | - 1967 Gnassingbé Eyadéma 2005 |
| Premier Togo                                                     | - 1996 Kwassi Klutse 1999 - 1999 Eugene Koffi Adoboli 2000                                                                         |
| Król Tonga                                                       | - 1965 Taufaʻahau Tupou IV 2006 |
| Premier Tonga                                                    | - 1991 Siaʻosi Tuʻihala Alipate Tupou 2000                                                                                         |
| Prezydent Trynidadu i Tobago                                     | - 1997 Arthur N.R. Robinson 2003                                                                                                   |
| Premier Trynidadu i Tobago                                       | - 1995 Basdeo Panday 2001 |
| Prezydent Tunezji                                                | - 1987 Zajn al-Abidin ibn Ali 2011                                                                                                 |
| Premier Tunezji                                                  | - 1989 Hamid al-Karawi 1999 - 1999 Muhammad al-Ghannuszi 2011                                                                      |
| Prezydent Turcji                                                 | - 1993 Süleyman Demirel 2000 |
| Premier Turcji                                                   | - 1997 Mesut Yılmaz 1999 - 1999 Bülent Ecevit 2002                                                                                 |
| Prezydent Turkmenistanu                                          | - 1991 Saparmyrat Nyýazow 2006 |
| Prezydent Ugandy                                                 | - 1986 Yoweri Museveni |
| Premier Ugandy                                                   | - 1994 Kintu Musoke 1999 - 1999 Apolo Nsibambi 2011                                                                                |
| Prezydent Ukrainy                                                | - 1994 Łeonid Kuczma 2005 |
| Premier Ukrainy                                                  | - 1997 Wałerij Pustowojtenko 1999 - 1999 Wiktor Juszczenko 2001                                                                    |
| Prezydent Urugwaju                                               | - 1995 Julio María Sanguinetti 2000                                                                                                |
| Prezydent USA                                                    | - 1993 Bill Clinton 2001 |
| Prezydent Uzbekistanu                                            | - 1991 Islom Karimov 2016 |
| Premier Uzbekistanu                                              | - 1995 O‘tkir Sultonov 2003 |
| Prezydent Vanuatu                                                | - 1994 Jean Marie Leye Lenelgau 1999 - 1999 Edward Natapei (p.o.) 1999 - 1999 John Bani 2004                                       |
| Premier Vanuatu                                                  | - 1998 Donald Kalpokas 1999 - 1999 Barak Sopé 2001                                                                                 |
| Prezydent Wenezueli                                              | - 1994 Rafael Caldera 1999 - 1999 Hugo Chávez 2013                                                                                 |
| Prezydent Węgier                                                 | - 1990 Árpád Göncz 2000 |
| Premier Węgier                                                   | - 1998 Viktor Orbán 2002 |
| Monarcha Wielkiej Brytanii                                       | - 1952 Elżbieta II 2022 |
| Premier Wielkiej Brytanii                                        | - 1997 Tony Blair 2007 |
| Prezydent Wietnamu                                               | - 1997 Trần Đức Lương 2006 |
| Premier Wietnamu                                                 | - 1997 Phan Văn Khải 2006 |
| Prezydent Włoch                                                  | - 1992 Oscar Luigi Scalfaro 1999 - 1999 Carlo Azeglio Ciampi 2006                                                                  |
| Premier Włoch                                                    | - 1998 Massimo D’Alema 2000 |
| Prezydent WKS                                                    | - 1993 Henri Konan Bédié 1999 - 1999 Robert Guéï 2000                                                                              |
| Premier WKS                                                      | - 1993 Daniel Kablan Duncan 1999 - 1999 wakat 2000                                                                                 |
| Prezydent Wysp Marshalla                                         | - 1997 Imata Kabua 2000 |
| Prezydent Wysp Świętego Tomasza i Książęcej                      | - 1995 Miguel Trovoada 2001 |
| Prezydent Zambii                                                 | - 1991 Frederick Chiluba 2002 |
| Prezydent Zimbabwe                                               | - 1987 Robert Mugabe 2017 |
| Premier Zimbabwe                                                 | - 1987 urząd zniesiony 2009 |
| Prezydent ZEA                                                    | - 1971 Zajid ibn Sultan Al Nahajjan 2004                                                                                           |
| Premier ZEA                                                      | - 1990 Maktum ibn Raszid al-Maktum 2006                                                                                            |

Rok 1999 / MCMXCIX
stulecia: XIX wiek ~
XX wiek ~
XXI wiek

dziesięciolecia:
1960–1969 •
1970–1979 •
1980–1989 •
1990–1999
• 2000–2009
• 2010–2019
• 2020–2029

lata: 1989 «
1994 «
1995 «
1996 «
1997 «
1998 «
1999
» 2000
» 2001
» 2002
» 2003
» 2004
» 2009

## Rok 1999 ogłoszono
- Rokiem Świętym Jakubowym

## Wydarzenia w Polsce

### Styczeń
- Styczeń – blokady dróg prowadzone przez rolników protestujących przeciw nieopłacalności produkcji żywności.
- 1 stycznia:
  - wprowadzono nowy podział administracyjny państwa. Utworzono 16 województw o nazwach nawiązujących do nazw regionów, a w obrębie województw przywrócono powiaty. Zgodnie z tradycją historyczną na czele województwa stanął wojewoda, a na czele powiatu starosta.
  - weszły w życie przepisy realizujące program czterech reform.
- 2 stycznia – premiera 1. odcinka serialu Siedlisko.
- 4 stycznia – mieszkańcy Wadowic, rodzinnego miasta Karola Wojtyły, ofiarowali biżuterię na wykonanie korony do obrazu Matki Boskiej Nieustającej Pomocy w tamtejszej bazylice.
- 6 stycznia:
  - wiceminister spraw wewnętrznych i administracji Jerzy Stępień nie został dopuszczony do udziału w programie Telewizji Polskiej „W Centrum Uwagi”. Stępień miał wystąpić w programie razem z liderem SLD Leszkiem Millerem. Kiedy wiceminister przybył do gmachu telewizji, publicznej oświadczono mu, że poseł Miller i redaktor prowadzący nie zgadzają się na jego udział w programie.
  - Ośrodek Pomocy Społecznej w Bytomiu wydawał swoim klientom zaświadczenia, upoważniające do zbiórki chrustu w lesie. W ten sposób pracownicy socjalni chcieli pomóc ubogim w ogrzewaniu mieszkań i zaktywizowaniu ich do pracy.
- 8 stycznia – odbyła się premiera filmu Kiler-ów 2-óch.
- 10 stycznia – odbył się VII finał Wielkiej Orkiestry Świątecznej Pomocy.
- 19 stycznia – powołano Instytut Pamięci Narodowej.
- 21 stycznia – Sejm przyjął ustawę o sejmowej komisji śledczej.
- 22 stycznia – Sejm przyjął ustawę o ochronie informacji niejawnych.

### Luty
- 2 lutego – premiera serialu Graczykowie.
- 5 lutego – pokaz prasowy filmu Jerzego Hoffmana Ogniem i mieczem.
- 8 lutego – zostało zawarte porozumienie rządu z częścią organizacji rolniczych. Andrzej Lepper, szef Samoobrony, odrzucił porozumienie.
- 12 lutego – odbyła się premiera polskiego filmu historycznego Ogniem i mieczem.
- 17 lutego – Sejm upoważnił prezydenta Aleksandra Kwaśniewskiego do ratyfikacji traktatu północnoatlantyckiego.
- 19 lutego – rozpoczęły się strajki pracowników służby zdrowia.
- 23 lutego:
  - premier Jerzy Buzek podpisał akt ratyfikacyjny o wejściu Polski do NATO.
  - premiera serialu Rodzina zastępcza.
- 26 lutego:
  - prezydent Aleksander Kwaśniewski podpisał akt ratyfikacyjny o wejściu Polski do NATO.
  - reaktywowano Związek Powiatów Polskich.

### Marzec
- 12 marca – przyjęcie Polski do NATO.
- 16 marca – telewizja Polsat rozpoczęła emisję serialu komediowego „Świat według Kiepskich”.
- 17 marca – zarejestrowano Związek Powiatów Polskich.
- 22 marca – powstała Fundacja Itaka.
- 23 marca – pistolet WIST-94 wszedł na wyposażenie Sił Zbrojnych RP.
- 30 marca – Paweł Piskorski został prezydentem Warszawy.
- 31 marca – 5 gangsterów zginęło w strzelaninie w restauracji „Gama” w Warszawie.

### Kwiecień
- 10 kwietnia:
  - do Polski dotarli pierwsi uchodźcy z Kosowa.
  - w Łodzi została odsłonięta Ławeczka Tuwima.
- 15 kwietnia:
  - powstał Sojusz Lewicy Demokratycznej.
  - rozpoczęła się produkcja Poloneza kombi.
- 16 kwietnia:
  - wizyta premiera Szwecji Görana Perssona w Kamieńcu Ząbkowickim, w celu otwarcia nowo powstałego osiedla 32 domków jednorodzinnych dla powodzian. Osiedle nazwano im. Bolesława Chrobrego.
  - premiera filmu Amok.
  - rozpoczęły emisję kanały telewizyjne Ale Kino! oraz MiniMax.

### Maj
- 1 maja – dotychczasowy biskup płocki Zygmunt Kamiński mianowany arcybiskupem metropolitą szczecińsko-kamieńskim.
- 7 maja – premiera filmu Operacja Samum.
- 14 maja – w Alei Gwiazd w Łodzi odsłonięto gwiazdę Bogumiła Kobieli.
- 21 maja – Sejm RP przyjął ustawę o broni i amunicji.
- 24 maja – Jan Paweł II mianował ks. prof. Stanisława Wielgusa biskupem diecezji płockiej.
- 28 maja – rozpoczęły się rozgrywane na polskich parkietach XXVII Mistrzostwa Europy w Koszykówce Kobiet.
- 30 maja – w Warszawie odsłonięto Pomnik Bitwy o Monte Cassino.

### Czerwiec
- 5 czerwca – rozpoczęła się siódma wizyta papieża Jana Pawła II.
- 6 czerwca – podczas rozgrywanych na polskich parkietach XXVII Mistrzostw Europy w Koszykówce Kobiet reprezentacja Polski zdobyła swój jedyny dotychczas tytuł mistrzowski, pokonując w finale w Katowicach Francję 59:56.
- 11 czerwca – Papież Jan Paweł II podczas VII pielgrzymki do ojczyzny, po raz pierwszy w historii przemawiał w parlamencie narodowym.
- 13 czerwca – papież Jan Paweł II beatyfikował w Warszawie 108 męczenników z okresu II wojny światowej.
- 16 czerwca – papież Jan Paweł II kanonizował w Starym Sączu Świętą Kingę.
- 17 czerwca – zakończyła się VII Podróż Apostolska Jana Pawła II do Polski.
- 18 czerwca – premiera komediodramatu filmowego Ajlawju w reżyserii Marka Koterskiego.
- 19 czerwca – odsłonięto pomnik Wojciecha Korfantego w Katowicach.
- 20 czerwca – w Wąchocku spotkali się byli żołnierze Świętokrzyskich Zgrupowań Partyzanckich Armii Krajowej, by uczcić 55. rocznicę śmierci swego dowódcy mjr. Jana Piwnika „Ponurego”.
- 21 czerwca – odbyła się 1. ceremonia wręczenia Orłów.
- 28 czerwca – Michał Listkiewicz został prezesem PZPN.
- 30 czerwca – biegaczka Lidia Chojecka ustanowiła rekord Polski w biegu na 3000 m wynikiem 8:34,19 s.

### Lipiec
- 2 lipca – sprinter Piotr Balcerzak, wygrał bieg na 100 m, ustanawiając rekord życiowy wynikiem 10,15 s (2. najlepszy wynik Polaka na polskich stadionach, Kraków).

### Sierpień
- 17 sierpnia – rozpoczęto okres zdjęciowy do serialu Na dobre i na złe.
- 20 sierpnia – premiera filmu Fuks.
- 24 sierpnia – Tomasz Czubak ustanowił rekord Polski w biegu na 400 m wynikiem 44,62 s. (rekord niepobity od 12 lat)
- 25 sierpnia – Marcin Urbaś ustanowił rekord Polski w biegu na 200 m wynikiem 19,98 s. (rekord niepobity od 12 lat)

### Wrzesień
- 1 września:
  - weszła w życie reforma systemu oświaty.
  - powstał Uniwersytet Warmińsko-Mazurski w Olsztynie.
- 3 września:
  - po raz pierwszy w telewizji TVN ukazała się polska wersja teleturnieju „Milionerzy” producenta Endemol Polska.
  - na antenie Polsatu rozpoczęto regularną emisję serialu Graczykowie w reż. Ryszarda Zatorskiego.
- 4 września – Solec Kujawski: oddano do użytku Radiowe Centrum Nadawcze.
- 8 września – w rozegranym w Warszawie meczu eliminacyjnym do mistrzostw Europy Polska zremisowała bezbramkowo z Anglią.
- 10 września – uchwalono Kodeks karny skarbowy.
- 14 września:
  - pod przywództwem Ryszarda hr. Bochenka-Dobrowolskiego powołano do życia Związek Monarchistów „Cracovia” Wielkiego Księstwa Krakowskiego.
  - powstał Ośrodek Kulturalny Sołek w Poznaniu.
- 18 września:
  - Szczecin: powstał Wielonarodowy Korpus Północno-Wschodni.
  - uruchomiono pierwszy polski kanał sportowy Wizja Sport.
- 28 września – utworzono Stobrawski Park Krajobrazowy.

### Październik
- 7 października – została uchwalona Ustawa o języku polskim.
- 17 października:
  - wszedł w życie Kodeks karny skarbowy.
  - premiera 1. odcinka serialu Tygrysy Europy.
- 18 października:
  - FSO rozpoczęła produkcję modelu Daewoo Matiz.
  - w Słupsku zlikwidowano komunikację trolejbusową.
- 22 października – odbyła się premiera filmu Pan Tadeusz.
- 24 października – zakończenie kariery sportowej przez Hansa Nielsena podczas zawodów żużlowych w Pile.
- 28 października – himalaista Leszek Cichy został pierwszym Polakiem, który zdobył Koronę Ziemi.

### Listopad
- 7 listopada – w TVP2 wyemitowano premierowy odcinek serialu Na dobre i na złe.
- 16 listopada – Katowice: otwarto centrum handlowo-usługowe 3 Stawy.
- 19 listopada – premiera filmu Dług.
- 20 listopada – na zjeździe w Warszawie reaktywowano Związek Polskich Korporacji Akademickich.

### Grudzień
- 5 grudnia – powstała pierwsza ogólnopolska platforma cyfrowa Polsatu – Cyfrowy Polsat.

## Wydarzenia na świecie

### Styczeń
- 1 stycznia:
  - Niemcy objęły prezydencję w Radzie Unii Europejskiej.
  - wprowadzono – w transakcjach bezgotówkowych – wspólną walutę w Unii Europejskiej – euro.
- 2 stycznia – Juan José Ibarretxe został prezydentem Kraju Basków.
- 3 stycznia:
  - NASA: w kierunku Marsa wystrzelono sondę Mars Polar Lander.
  - w nieudanym zamachu bombowym na premiera Pakistanu Nawaza Sharifa przed jego rezydencją pod Lahore zginęły 4 osoby.
- 4 stycznia:
  - były zawodowy wrestler Jesse Ventura został gubernatorem Minnesoty.
  - izraelski Kneset podjął decyzję o samorozwiązaniu i rozpisaniu przedterminowych wyborów.
- 7 stycznia – Senat Stanów Zjednoczonych rozpoczął pierwszy od 130 lat proces impeachmentu prezydenta Billa Clintona.
- 11 stycznia – Bülent Ecevit został po raz czwarty premierem Turcji.
- 13 stycznia – słynny koszykarz Michael Jordan z drużyny Chicago Bulls ogłosił oficjalnie, że kończy karierę.
- 15 stycznia – 45 Albańczyków zostało zamordowanych przez serbskie wojsko w Raczaku w Kosowie.
- 25 stycznia:
  - 1185 osób zginęło w trzęsieniu ziemi w kolumbijskim mieście Armenia.
  - ukazał się Linux 2.2.

### Luty
- Luty – marsze górników rumuńskich, niezadowolonych z polityki rządu, na Bukareszt.
- 2 lutego:
  - Hugo Chávez został zaprzysiężony na prezydenta Wenezueli.
  - w stolicy Gwinei Konakry wojsko wszczęło bunt z powodu niewypłacanego żołdu; zginęło kilkadziesiąt osób, poważnie uszkodzona została rezydencja prezydenta Lansany Conté.
- 6 lutego – rozpoczęła się konferencja w Rambouillet, zwołana w celu zakończenia wojny w Kosowie.
- 7 lutego:
  - z przylądka Canaveral na Florydzie wystartowała rakieta Delta II z sondą Stardust na pokładzie.
  - Abdullah II został królem Jordanii.
- 10 lutego – w rozegranym na Malcie zremisowanym 1:1 towarzyskim meczu z Finlandią, Wojciech Kowalczyk zdobył 1000. gola w historii reprezentacji Polski w piłce nożnej.
- 12 lutego – Senat USA uniewinnił prezydenta Billa Clintona w procesie impeachmentu, w związku z seksaferą z Monicą Lewinsky.
- 15 lutego – przywódca kurdyjski Abdullah Öcalan został ujęty przez tureckich komandosów w Kenii.
- 16 lutego – Taszkent, Uzbekistan: 16 osób zginęło, a 130 zostało rannych w serii sześciu zamachów bombowych.
- 17 lutego – 3 Kurdów zostało zastrzelonych podczas próby wtargnięcia do izraelskiego konsulatu w Berlinie, w trakcie demonstracji przeciw pojmaniu przez tureckie służby specjalne (przy pomocy izraelskiego Mosadu) przywódcy kurdyjskiego, Abdullaha Öcalana.
- 19 lutego – w Brazylii przeprowadzono po raz pierwszy w historii transplantację nerki i płata wątroby od żywego dawcy.
- 21 lutego – premierzy Pakistanu i Indii podpisali w Lahore deklarację o zakończeniu prób nuklearnych.
- 23 lutego – 31 osób zginęło po zejściu lawiny na gminę Galtür w austriackim Tyrolu.
- 24 lutego – 61 osób zginęło w katastrofie lotu China Southwest Airlines 4509 w Wenzhou.
- 26 lutego – ukazał się mikroprocesor Pentium III przedsiębiorstwa Intel.
- 27 lutego – Olusẹgun Ọbasanjọ wygrał wybory prezydenckie w Nigerii.

### Marzec
- 1 marca:
  - wszedł w życie traktat ottawski, którego celem jest wyeliminowanie min przeciwpiechotnych jako środka walki zbrojnej.
  - Bertrand Piccard i Brian Jones wystartowali ze Szwajcarii w pierwszy lot balonem dookoła świata.
- 5 marca – premiera filmu Depresja gangstera.
- 8 marca – Lamine Sidimé został premierem Gwinei.
- 9 marca – otwarto tor wyścigowy Sepang w Malezji.
- 12 marca – podczas uroczystości w Independence w amerykańskim stanie Missouri Czechy, Polska i Węgry zostały formalnie przyjęte do NATO.
- 15 marca:
  - w wyniku skandalu korupcyjnego Komisja Europejska, której przewodniczył Jacques Santer, podała się do dymisji.
  - nowelizacja Konstytucji Chińskiej Republiki Ludowej wprowadziła możliwość różnych form własności.
- 19 marca – 60 osób zginęło, a ponad 100 zostało rannych w zamachu bombowym we Władykaukazie, stolicy Osetii Południowej.
- 20 marca – wszyscy obserwatorzy misji OBWE zostali wycofani z Kosowa po załamaniu się negocjacji jugosłowiańsko-albańskich w Paryżu.
- 21 marca:
  - Bertrand Piccard i Brian Jones jako pierwsi okrążyli Ziemię balonem na ogrzane powietrze.
  - odbyła się 71. ceremonia wręczenia Oscarów.
- 24 marca:
  - rozpoczęły się naloty lotnictwa NATO na Jugosławię.
  - wybuchł pożar w tunelu Mont Blanc. Zginęło 39 osób, a kilkanaście zostało rannych.
- 25 marca:
  - w Estonii powstał drugi rząd Marta Laara.
  - John Bani został prezydentem Vanuatu.
- 27 marca – podczas bombardowań Jugosławii przez lotnictwo NATO został zestrzelony niewidzialny dla radarów amerykański samolot bombowy Lockheed F-117 Nighthawk.
- 28 marca – wojna w Kosowie: 146 Albańczyków zginęło w Kosowie w masakrze w Izbicy dokonanej przez serbskie jednostki paramilitarne.
- 31 marca – premiera filmu Matrix.

### Kwiecień
- 1 kwietnia – w Kanadzie utworzono terytorium Nunavut, zamieszkane w większości przez Inuitów.
- 2 kwietnia – przedłużono ważność Układu o bezpieczeństwie zbiorowym Wspólnoty Niepodległych Państw (traktatu taszkenckiego).
- 3 kwietnia – samoloty NATO zniszczyły Most Wolności na Dunaju w Nowym Sadzie.
- 5 kwietnia:
  - dwóch libijskich agentów podejrzanych o dokonanie zamachu na samolot linii Pan Am nad szkockim miasteczkiem Lockerbie, zostało wydanych przez Libię szkockiemu sądowi obradującemu w holenderskim mieście Zeist.
  - Apolo Nsibambi został premierem Ugandy.
- 6 kwietnia – w Prince Edward Theatre na londyńskim West Endzie odbyła się prapremiera musicalu Mamma Mia!, opartego na przebojach grupy ABBA.
- 7 kwietnia – należący do Turkish Airlines Boeing 737, odbywający lot bez pasażerów z lotniska w Adanie do Dżuddy w Arabii Saudyjskiej, rozbił się krótko po starcie, w wyniku czego zginęło 6 członków załogi.
- 8 kwietnia – premiera filmu Wszystko o mojej matce.
- 9 kwietnia – major Daouda Malam Wanké dokonał wojskowego zamachu stanu w Nigrze w którym zginął prezydent Ibrahim Baré Maïnassara.
- 13 kwietnia – Amangieldy Muralijew został premierem Kirgistanu.
- 14 kwietnia:
  - 75 osób zginęło w zbombardowanym przez samoloty NATO konwoju albańskich uchodźców w zachodniej części Kosowa.
  - odbył się ostatni lot naddźwiękowego samolotu pasażerskiego Tu-144.
- 15 kwietnia – w Finlandii utworzono drugi rząd Paava Lipponena.
- 19 kwietnia – parlament Niemiec został ponownie przeniesiony do Berlina.
- 20 kwietnia:
  - przeniesienie siedziby Bundestagu do Berlina.
  - miała miejsce masakra w amerykańskiej szkole średniej Columbine w stanie Kolorado, w której zginęło 15 osób (w tym dwóch sprawców-samobójców), a 24 zostały ranne.
- 26 kwietnia:
  - Salahuddin został królem Malezji.
  - wystartowała włoska stacja telewizyjna Rai News.
- 27 kwietnia:
  - Gruzja została przyjęta do Rady Europy.
  - Abd al-Aziz Buteflika został prezydentem Algierii.
- 28 kwietnia – powstał Europejski Urząd ds. Zwalczania Nadużyć Finansowych (OLAF).
- 29 kwietnia:
  - operacja „Allied Force”: samoloty NATO zniszczyły wieżę telekomunikacyjną Avala w Belgradzie.
  - Abd al-Karim al-Irjani został premierem Jemenu.
- 30 kwietnia:
  - Kambodża została członkiem Stowarzyszenia Narodów Azji Południowo-Wschodniej (ASEAN).
  - w dokonanym przez neonazistę Davida Copelanda zamachu bombowym na gejowski lokal w londyńskiej dzielnicy Soho zginęły 3 osoby, a 20 zostało rannych.

### Maj
- 2 maja:
  - operacja „Allied Force”: amerykański F-16 został zestrzelony pociskiem Igła przez jugosłowiańską obronę przeciwlotniczą.
  - Mireya Moscoso jako pierwsza kobieta wygrała wybory prezydenckie w Panamie.
- 3 maja:
  - nad Oklahomą przeszło tornado o największej zmierzonej dotychczas prędkości wiatru (484 km/h).
  - Szkot Stephen Hendry rekordowy siódmy raz został mistrzem świata w snookerze.
- 5 maja:
  - podpisano indonezyjsko-portugalskie porozumienie dotyczące przyszłości Timoru Wschodniego.
  - otwarto Stadion La Cartuja w Sewilli.
- 6 maja – odbyły się pierwsze wybory do Parlamentu Szkockiego i Walijskiego Zgromadzenia Narodowego.
- 7 maja:
  - operacja „Allied Force”: 3 osoby zginęły w chińskiej ambasadzie w Belgradzie, omyłkowo zbombardowanej przez samoloty NATO.
  - po raz pierwszy od rozłamu w chrześcijaństwie w 1054 papież Kościoła katolickiego odwiedził państwo prawosławne: Jan Paweł II rozpoczął wizytę w Rumunii.
  - w wyniku puczu wojskowego został obalony prezydent Gwinei-Bissau João Bernardo Vieira.
- 8 maja – Ismail Omar Guelleh został prezydentem Dżibuti.
- 12 maja – Siergiej Stiepaszyn został premierem Rosji.
- 14 maja – Malam Bacai Sanhá został prezydentem Gwinei Bissau.
- 17 maja:
  - w Izraelu odbyły się wybory do Knesetu.
  - Ehud Barak został premier Izraela.
- 18 maja:
  - Carlo Azeglio Ciampi został prezydentem Włoch.
  - została odkryta Perdyta, księżyc Urana.
- 19 maja – premiera filmu science fiction Gwiezdne wojny: część I – Mroczne widmo w reżyserii George’a Lucasa.
- 27 maja:
  - rozpoczęła się misja STS-96 wahadłowca Discovery.
  - Międzynarodowy Trybunał Karny dla byłej Jugosławii oskarżył Slobodana Miloszevicia o zbrodnie przeciwko ludzkości.
- 28 maja – w Mediolanie po 22 latach renowacji ponownie udostępniono dla zwiedzających Ostatnią Wieczerzę Leonarda da Vinci.
- 29 maja:
  - Olusẹgun Ọbasanjọ został prezydentem Nigerii.
  - Bethuel Pakalitha Mosisili został premierem Lesotho.
  - Szwedka Charlotte Nilsson wygrała w Jerozolimie 44. Konkurs Piosenki Eurowizji.
  - w Południowej Afryce utworzono Park Narodowy Góry Stołowej.
- 30 maja – 53 osoby zginęły, a ponad 250 zostało rannych po wybuchu paniki na stacji metra Niamiha w Mińsku.

### Czerwiec
- 2 czerwca – w Bhutanie jako ostatnim kraju świata rozpoczęto regularną emisję programu telewizyjnego.
- 7 czerwca – w Indonezji odbyły się pierwsze od 1955 roku wolne wybory parlamentarne.
- 8 czerwca – ukazał się album Californication amerykańskiej grupy Red Hot Chili Peppers.
- 9 czerwca – wojna w Kosowie: podpisano porozumienie o warunkach wycofania wojsk serbskich z Kosowa oraz wejścia do prowincji sił międzynarodowych KFOR.
- 10 czerwca – Rada Bezpieczeństwa ONZ przyjęła rezolucję w sprawie Kosowa.
- 11 czerwca – została uchwalona nowa konstytucja Finlandii.
- 12 czerwca – rozpoczęła się misja KFOR w Kosowie.
- 15 czerwca:
  - Rudolf Schuster został prezydentem Słowacji.
  - na Morzu Żółtym doszło do pierwszego od zawarcia rozejmu w wojnie koreańskiej w 1953 roku starcia morskiego z ofiarami śmiertelnymi, w wyniku którego okręty południowokoreańskie zatopiły północnokoreańską łódź patrolową.
- 16 czerwca:
  - Thabo Mbeki został prezydentem RPA.
  - w Atenach, Amerykanin Maurice Greene ustanowił rekord świata w biegu na 100 m wynikiem 9,79 s.
- 17 czerwca – Vaira Vīķe-Freiberga wygrała wybory prezydenckie na Łotwie.
- 19 czerwca – ministrowie edukacji 29 krajów europejskich podpisali Deklarację Bolońską.
- 26 czerwca – otwarto Millennium Stadium w Cardiff.
- 29 czerwca – przywódca tureckich Kurdów Abdullah Öcalan został skazany na karę śmierci.

### Lipiec
- 1 lipca – Finlandia objęła prezydencję w Radzie Unii Europejskiej.
- 12 lipca – Guy Verhofstadt został premierem Belgii.
- 16 lipca – u wybrzeży atlantyckiej wyspy Martha’s Vineyard rozbiła się awionetka pilotowana przez Johna F. Kennedy’ego Jr., syna byłego prezydenta. W katastrofie zginęły też jego żona i szwagierka.
- 20 lipca:
  - w Chinach zdelegalizowano sektę Falun Gong.
  - z dna Atlantyku wydobyto kapsułę kosmiczną Liberty Bell 7, która zatonęła podczas wodowania po locie balistycznym Virgila Grissoma 21 lipca 1961.
- 22 lipca:
  - Microsoft udostępnił pierwszą wersję internetowego komunikatora MSN Messenger.
  - premier Mongolii Dżanlawyn Narancacralt podał się do dymisji w wyniku oskarżeń o nieprawidłowości w sprzedaży państwowej firmy rosyjsko-mongolskiej spółce joint venture. Tymczasowo obowiązki premiera przejęła minister spraw zagranicznych Njam-Osoryn Tujaa.
- 23 lipca:
  - Muhammad VI został królem Maroka.
  - teleskop kosmiczny Chandra został wyniesiony na orbitę przez prom kosmiczny Columbia podczas misji STS-93.
- 31 lipca – amerykański sztuczny satelita Księżyca Lunar Prospector rozbił się o jego powierzchnię podczas nieudanej próby wykrycia obecności wody.

### Sierpień
- 8 sierpnia – Władimir Putin został premierem Federacji Rosyjskiej.
- 8–17 sierpnia – odbyły się 2. Światowe Wojskowe Igrzyska Sportowe zawody dla sportowców-żołnierzy zorganizowane przez Międzynarodową Radę Sportu Wojskowego (CISM) w chorwackim Zagrzebiu. Polska w klasyfikacji medalowej zajęła 12. miejsce.
- 11 sierpnia:
  - Bharrat Jagdeo został prezydentem Gujany.
  - ostatnie całkowite zaćmienie Słońca w XX wieku, w Polsce widoczne jako głębokie zaćmienie częściowe.
- 17 sierpnia – trzęsienie ziemi o sile 7,4 stopnia spowodowało śmierć ponad 17 tys. ludzi w Turcji. 44 tys. zostały rannych.
- 22 sierpnia – na lotnisku w Hongkongu rozbił się w czasie wichury chiński samolot MD-11; zginęły 3 osoby, 208 zostało rannych.
- 25 sierpnia – premiera filmu Dziewiąte wrota.
- 26 sierpnia – Amerykanin Michael Johnson czasem 43,18 s. ustanowił rekord świata w biegu na 400 m.
- 30 sierpnia – referendum w Timorze Wschodnim; większość mieszkańców opowiedziała się za niepodległością.
- 31 sierpnia – w katastrofie Boeinga 737 w Buenos Aires zginęło 65 osób (w tym 2 na ziemi), a 37 zostało rannych.

### Wrzesień
- 4 września – w zamachu na budynek zamieszkany przez rodziny rosyjskich wojskowych w Bujnaksku (Dagestan) zginęły 64 osoby, 133 zostały ranne.
- 7 września – trzęsienie ziemi o sile 5.9 stopnia w skali Richtera zabiło w Grecji 143 osoby, raniło ponad 500, a ponad 50 tysięcy pozbawiło dachu nad głową.
- 8 września:
  - w południowo-wschodniej dzielnicy Moskwy doszło do eksplozji ładunku ok. 400 kg materiałów wybuchowych umieszczonego na parterze 9-piętrowego bloku mieszkalnego. Zginęły 94 osoby, a 150 zostało rannych.
  - odbyła się premiera dramatu obyczajowego w reżyserii Sama Mendesa American Beauty.
- 13 września – Moskwa, Rosja: wybuch bomby. Zginęło 119 osób.
- 14 września – Kiribati, Nauru i Tonga przystąpiły do ONZ.
- 16 września – 17 osób zginęło w zamachu bombowym na budynek mieszkalny w rosyjskim Wołgodońsku.
- 19 września – pod Walencją otwarto Tor wyścigowy Ricardo Tormo.
- 21 września – około 2200 osób zginęło w trzęsieniu ziemi na Tajwanie.
- 22 września – w Riazaniu miał miejsce piąty (udaremniony) z serii zamachów bombowych na budynki mieszkalne w Rosji.
- 23 września – NASA straciła łączność z sondą Mars Climate Orbiter.
- 30 września – doszło do wypadku jądrowego w Tokaimura (Japonia), w którym 2 osoby zginęły wskutek przypadkowo wywołanej reakcji łańcuchowej, w zakładzie przerobu odpadów atomowych.

### Październik
- 1 października – Edith Stein ogłoszona patronką Europy przez papieża Jana Pawła II.
- 5 października – wskutek zderzenia pociągów w Londynie zginęło 31 osób, 523 zostały ranne.
- 9 października – odbył się ostatni lot samolotu rozpoznawczego Lockheed SR-71 Blackbird.
- 12 października:
  - według szacunków ONZ urodził się sześciomiliardowy mieszkaniec Ziemi.
  - w Pakistanie generał Pervez Musharraf przeprowadził bezkrwawy zamach stanu, aresztując premiera Nawaza Sharifa i rozwiązując parlament.
- 13 października – Senat Stanów Zjednoczonych nie zgodził się na ratyfikację Traktatu o całkowitym zakazie prób z bronią jądrową (CTBT).
- 16 października:
  - premiera filmu Zabić Sekala.
  - rozpoczęto produkcję Škody Fabii.
- 18 października – w związku z przejęciem władzy przez wojsko Pakistan został zawieszony w prawach członka Commonwealthu.
- 20 października – Abdurrahman Wahid został wybrany na prezydenta Indonezji.
- 21 października – II wojna czeczeńska: 140 osób zginęło, a kilkaset zostało rannych w wyniku rosyjskiego ostrzału rakietowego centrum Groznego.
- 27 października – Armenia: uzbrojone komando wtargnęło do budynku parlamentu w Erywaniu. W strzelaninie zginęli premier, przewodniczący Zgromadzenia Narodowego i kilku posłów.
- 30 października – po 24 latach okupacji ostatni indonezyjscy żołnierze opuścili Timor Wschodni.
- 31 października – 217 osób zginęło w katastrofie egipskiego Boeinga 767 na Atlantyku.

### Listopad
- 6 listopada:
  - mieszkańcy Australii opowiedzieli się w referendum za kontynuowaniem rządów Elżbiety II jako głowy państwa australijskiego.
  - Emomali Rahmon wygrał ponownie wybory prezydenckie w Tadżykistanie.
- 8 listopada – odbyła się premiera filmu Świat to za mało.
- 10 listopada – powstała Światowa Agencja Antydopingowa.
- 12 listopada – Turcja: w trzęsieniu ziemi w Düzce zginęły 894 osoby, 4948 zostało rannych.
- 13 listopada – Chile i Peru zawarły porozumienie kończące ponad stuletni spór graniczny.
- 14 listopada – Łeonid Kuczma wygrał ponownie wybory prezydenckie na Ukrainie.
- 19 listopada:
  - Chiny z powodzeniem wysłały w kosmos bezzałogowy statek Shenzhou 1.
  - w Szwajcarii otwarto Tunel Vereina, najdłuższy na świecie tunel kolei wąskotorowej (19 058 m).
- 22 listopada – Kanadyjczyk Wayne Gretzky został przyjęty do Galerii Sław Hokeja.
- 30 listopada:
  - w Seattle doszło do masowych demonstracji przeciwko szczytowi Światowej Organizacji Handlu, które stały się symbolicznym początkiem ruchu alterglobalistycznego.
  - poprzez połączenie firm Exxon i Mobil powstał największy na świecie koncern paliwowy ExxonMobil.
  - powstał wielonarodowy koncern przemysłu zbrojeniowego i lotniczego BAE Systems.

### Grudzień
- 3 grudnia – sonda kosmiczna Mars Polar Lander wylądowała na Marsie, tracąc kontakt z Ziemią.
- 4 grudnia – Yukta Mookhey z Indii zdobyła w Londynie tytuł Miss World 1999.
- 7 grudnia:
  - otwarto jedyną stację kolejową w księstwie Monako.
  - w Rumunii powołana została Narodowa Rada Badań Archiwów Securitate.
- 10 grudnia – Fernando de la Rúa został prezydentem Argentyny.
- 13 grudnia – zatonął zbiornikowiec „Erika” w pobliżu francuskiego przylądka Penmarch Point.
- 15 grudnia – japońska korporacja Mitsubishi Materials odlała największą sztabę złota na świecie.
- 17 grudnia – Zgromadzenie Ogólne ONZ uchwaliło 12 sierpnia Międzynarodowym Dniem Młodzieży.
- 18 grudnia – prezydent Sri Lanki Chandrika Kumaratunga została lekko ranna, a 26 osób zginęło w samobójczym zamachu bombowym przeprowadzonym przez Tamilskich Tygrysów podczas wiecu wyborczego w Kolombo.
- 19 grudnia – odbyły się wybory parlamentarne w Rosji.
- 20 grudnia:
  - portugalska kolonia Makau przeszła pod administrację Chińskiej Republiki Ludowej..
  - Okil Okilow został premierem Tadżykistanu.
- 22 grudnia:
  - Tandja Mamadou został prezydentem Nigru.
  - cała czteroosobowa załoga zginęła w Katastrofie lotu Korean Air Cargo 8509 pod Londynem.
- 23 grudnia – Światowa Organizacja Meteorologiczna (WMO) oceniła, że lata 90. odznaczały się najwyższymi temperaturami w całym minionym tysiącleciu. Licząc od 1860, z siedmiu najgorętszych lat 4 przypadały na ostatnią dekadę XX w.
- 24 grudnia:
  - papież Jan Paweł II zainaugurował w bazylice św. Piotra obchody Wielkiego Jubileuszu Roku Świętego 2000.
  - prezydent Wybrzeża Kości Słoniowej Henri Konan Bédié został obalony w wojskowym zamachu stanu.
  - 5 pakistańskich terrorystów porwało indyjski samolot lecący z Kathmandu do Delhi ze 193 osobami na pokładzie.
- 26 grudnia:
  - II wojna czeczeńska: wojska rosyjskie rozpoczęły szturm Groznego.
  - Alfonso Portillo wygrał w II turze wybory prezydenckie w Gwatemali.
  - około 18,5 tys. drzew zostało powalonych przez wichurę w parku Pałacu wersalskiego pod Paryżem.
- 28 grudnia:
  - Saparmurat Nijazow ogłoszony dożywotnim prezydentem Turkmenistanu.
  - Indonezja i Portugalia wznowiły stosunki dyplomatyczne, zerwane w 1975 roku po indonezyjskiej inwazji na Timor Wschodni.
- 30 grudnia – George Harrison został zraniony nożem w swej rezydencji przez włamywacza.
- 31 grudnia:
  - Boris Jelcyn zrzekł się urzędu Prezydenta Federacji Rosyjskiej. Jego obowiązki przejął Władimir Putin.
  - Panama przejęła zarząd nad Kanałem Panamskim.
  - po wypuszczeniu z więzienia przez władze Indii 3 kleryków z Kaszmiru, 5 islamskich porywaczy uwolniło na lotnisku w afgańskim Kandaharze 155 zakładników z uprowadzonego 24 grudnia samolotu Indian Airlines.
  - amerykańska telewizja NBC wyemitowała ostatni (752) odcinek soap opery Sunset Beach.
  - z Ashmolean Museum w Oksfordzie skradziono obraz Paula Cézanne’a Auvers-sur-Oise (1879–1882), wyceniany na 4,8 miliona dolarów.

## Urodzili się
- 1 stycznia – Abukar Mohamed, somalijski piłkarz
- 2 stycznia – Aaron Wiggins, amerykański koszykarz
- 3 stycznia – Oskar Repka, polski piłkarz
- 4 stycznia – Collin Sexton, amerykański koszykarz
- 5 stycznia:
  - Katherine Nye, amerykańska sztangistka
  - Katherine Sebov, kanadyjska tenisistka
- 6 stycznia:
  - Nikola Kováčiková, słowacka koszykarka
  - Mac McClung, amerykański koszykarz
  - Karolina Portalska, polska siatkarka
  - Kiera Van Ryk, kanadyjska siatkarka
- 7 stycznia – Anna Fabian, serbska zapaśniczka
- 10 stycznia:
  - Lara Della Mea, włoska narciarka alpejska
  - Youssouf Fofana, francuski piłkarz pochodzenia iworyjskiego
  - Mason Mount, angielski piłkarz
- 11 stycznia – Lotte Wubben-Moy, angielska piłkarka
- 12 stycznia – Xavier Tillman, amerykański koszykarz
- 13 stycznia:
  - Martyna Kotwiła, polska lekkoatletka, sprinterka
  - Laura Wienroither, austriacka piłkarka
  - N’de Yapi, iworyjska zapaśniczka
- 15 stycznia:
  - Claudia Purker, austriacka skoczkini narciarska
  - Miray Daner, turecka aktorka
- 16 stycznia:
  - Michael Woud, nowozelandzki piłkarz
  - David Czerapowicz, szwedzki koszykarz, posiadający także amerykańskie obywatelstwo
- 18 stycznia:
  - Karan Brar, amerykański aktor
  - Agnieszka Dmochowska, polska szachistka
- 19 stycznia – Kim Si-eun, południowokoreańska aktorka
- 20 stycznia:
  - Adam Gomoła, polski polityk, poseł na Sejm RP
  - Justyna Łysiak, polska siatkarka
  - Beata Topka, polska lekkoatletka, biegaczka
- 21 stycznia:
  - Alisha Lehmann, szwajcarska piłkarka
  - Lubow Nikitina, rosyjska narciarka dowolna
- 22 stycznia – Grace Abbey, australijska piłkarka
- 25 stycznia:
  - Kadi Sissoko, francuska koszykarka
  - Aleksandra Butlewska, polska judoczka
  - Adzo Kpossi, togijska pływaczka
  - Przemysław Kuźkow, polski koszykarz
- 27 stycznia – Carolina Stramare, włoska modelka, zdobywczyni tytułu Miss Włoch
- 28 stycznia – Marijke Groenewoud, holenderska łyżwiarka szybka
- 30 stycznia:
  - Damian Durkacz, polski bokser
  - Henriette Kraus, niemiecka skoczkini narciarska
  - Maximilian Lienher, austriacki skoczek narciarski
- 2 lutego:
  - Destanni Henderson, amerykańska koszykarka
  - Ryom Tae-ok, północnokoreańska łyżwiarka figurowa
- 3 lutego – Dawid Sączewski, polski koszykarz
- 4 lutego - Martyna Klatt, polska kajakarka
- 7 lutego:
  - Danyło Beskorowajny, ukraiński piłkarz
  - Bea Miller, amerykańska piosenkarka, autorka tekstów, aktorka
- 8 lutego:
  - DiDi Richards, amerykańska koszykarka
  - Salah Fakroun, libijski piłkarz
  - Mathias Gidsel, duński piłkarz ręczny
  - Ashley Kratzer, amerykańska tenisistka
  - Kristine Stavås Skistad, norweska biegaczka narciarska
- 9 lutego – Dexter Dennis, amerykański koszykarz
- 10 lutego – Tiffany Espensen, amerykańska aktorka pochodzenia chińskiego
- 11 lutego:
  - Davide Gardini, włoski siatkarz
  - Candace Hill, amerykańska lekkoatletka, sprinterka
  - Andrij Łunin, ukraiński piłkarz, bramkarz
  - Siergiej Szyrobokow, rosyjski lekkoatleta, chodziarz
- 12 lutego:
  - Jann, polski piosenkarz i autor tekstów
  - Łukasz Rajchelt, polski siatkarz
  - Rafał Strączek, polski piłkarz, bramkarz
  - Alina Szuch, ukraińska lekkoatletka, wieloboistka
- 14 lutego:
  - Tyler Adams, amerykański piłkarz
  - Antonina Skorobogatczenko, rosyjska piłkarka ręczna
- 15 lutego – Alexandra Bozovic, australijska tenisistka
- 16 lutego:
  - Maya Dodson, amerykańska koszykarka
  - Serhij Bułeca, ukraiński piłkarz
  - Dolores Moreira, urugwajska żeglarka sportowa
- 17 lutego – Emily Maupin, amerykańska koszykarka
- 18 lutego:
  - Sebastian Adamczyk, polski siatkarz
  - Lorraine McNamara, amerykańska łyżwiarka figurowa
- 19 lutego:
  - Alexandra Hedrick, amerykańska zapaśniczka
  - Guiomar Maristany, hiszpańska tenisistka
  - Anastasia Nichita, mołdawska zapaśniczka
- 20 lutego – Olivier Sarr, francuski koszykarz
- 22 lutego:
  - Ludmiła Woroncowa, rosyjska pięściarka
  - Julia Niełacna, polska koszykarka
- 23 lutego – Milena Sadowska, polska modelka, zdobywczyni tytułu Miss Polonia
- 24 lutego – Rennia Davis, amerykańska koszykarka
- 25 lutego:
  - Aleksandra Krošelj, słoweńska koszykarka
  - Gina Akpe-Moses, irlandzka lekkoatletka, sprinterka
  - Gianluigi Donnarumma, włoski bramkarz
- 26 lutego:
  - Hannes Agnarsson, farerski piłkarz
  - Daria Kuczer, polska tenisistka
  - Rojé Stona, jamajski lekkoatleta, dyskobol
- 27 lutego – Boubakary Soumaré, francuski piłkarz
- 28 lutego – Luka Dončić, słoweński koszykarz
- 2 marca:
  - Joanna Jakieła, polska biathlonistka
  - Júlia Kavalenka, portugalska siatkarka pochodzenia białoruskiego
  - Aljaž Osterc, słoweński skoczek narciarski
- 3 marca:
  - Corey Kispert, amerykański koszykarz
  - Markus Howard, amerykański koszykarz
  - Dawid Jarząbek, polski skoczek narciarski
  - Jiang Xinyu, chińska tenisistka
- 4 marca – Brooke Forde, amerykańska pływaczka
- 6 marca:
  - Ylena In-Albon, szwajcarska tenisistka
  - Abdul Hakim Sani Brown, japoński lekkoatleta, sprinter pochodzenia ghańskiego
- 7 marca – Tyrese Martin, amerykański koszykarz
- 8 marca – Stacey-Ann Williams, jamajska lekkoatletka, sprinterka
- 9 marca:
  - Carlos Cuesta, kolumbijski piłkarz
  - Alberto Soro, hiszpański piłkarz
- 11 marca:
  - Wiktoria Gąsiewska, polska aktorka
  - Stiven Plaza, ekwadorski piłkarz
- 13 marca:
  - Sara al-Hamidi, tunezyjska zapaśniczka
- 16 marca:
  - Ivana Maria Furtado, indyjska szachistka
  - Amine Guennichi, tunezyjski zapaśnik
- 18 marca:
  - Diogo Dalot, portugalski piłkarz
  - Haruna Okuno, japońska zapaśniczka
- 19 marca:
  - Bartosz Firszt, polski siatkarz
  - Jessica Schilder, holenderska lekkoatletka, kulomiotka
  - Kristina Tkaczowa, rosyjska pięściarka
- 20 marca – Jamal Cain, amerykański koszykarz
- 22 marca:
  - R.J. Nembhard, amerykański koszykarz
  - Klaudia Adamek, polska lekkoatletka, sprinterka
  - Ishak Boukhors, algierski zapaśnik
  - Mick Schumacher, niemiecki kierowca wyścigowy
- 23 marca:
  - Celliphine Chespol, kenijska lekkoatletka, biegaczka długodystansowa
  - Trevor Hudgins, amerykański koszykarz
- 24 marca – Katie Swan, brytyjska tenisistka
- 25 marca – Mikey Madison, amerykańska aktorka
- 26 marca – Anel Ahmedhodžić, bośniacki piłkarz pochodzenia szwedzkiego
- 28 marca – Li Yueru, chińska koszykarka
- 29 marca:
  - Gerald Díaz, portorykański piłkarz
  - Adis Lagumdzija, turecki siatkarz pochodzenia bośniackiego
  - Bartosz Slisz, polski piłkarz
- 31 marca:
  - Onuralp Bitim, turecki koszykarz
  - Tereza Jančová, słowacka narciarka alpejska
  - Brooke Scullion, irlandzka piosenkarka
  - Ballou Tabla, kanadyjski piłkarz pochodzenia iworyjskiego
- 3 kwietnia:
  - Nikita Diewiatkin, kazachski skoczek narciarski
  - Gieorgij Riewija, gruziński łyżwiarz figurowy
  - Adrianna Sułek, polska lekkoatletka, wieloboistka
  - Jarred Vanderbilt, amerykański koszykarz
- 4 kwietnia - Keely Cashman, amerykańska narciarka alpejska
- 7 kwietnia – Martina Fassina, włoska koszykarka
- 8 kwietnia:
  - Catherine Bellis, amerykańska tenisistka
  - José Gomes, portugalski piłkarz pochodzenia gwinejskiego
- 9 kwietnia:
  - Anamaria Vartolomei, francusko-rumuńska aktorka
  - Kiana Williams, amerykańska koszykarka
  - Lil Nas X, amerykański raper, piosenkarz i autor tekstów
  - Saddiq Bey, amerykański koszykarz
- 10 kwietnia:
  - Håvard Jørgensen, norweski zapaśnik
  - Chanum Wielijewa, rosyjska zapaśniczka
- 11 kwietnia:
  - Karolina Bielawska, polska modelka
  - Patryk Makuch, polski piłkarz
- 12 kwietnia:
  - Stanley Umude, amerykański koszykarz
  - Aliszer Jergali, kazachski zapaśnik
  - Anita Korva, fińska biegaczka narciarska
  - Anna Żukowa, rosyjska skoczkini narciarska
- 15 kwietnia:
  - Stefania Constantini, włoska curlerka
  - Dominik Kubera, polski żużlowiec
  - Zachary Lagha, kanadyjski łyżwiarz figurowy
  - Akdżoł Machmudow, kirgiski zapaśnik
  - Sorina Miclăuș, rumuńska siatkarka
  - Denis Shapovalov, kanadyjski tenisista pochodzenia rosyjsko-żydowskiego
- 16 kwietnia:
  - Wendell Carter, amerykański koszykarz
  - Aleksandra Stokłosa, polska piłkarka ręczna
- 17 kwietnia:
  - Nicolas Claxton, amerykański koszykarz
  - Andrea Miklós, rumuńska lekkoatletka, sprinterka
- 18 kwietnia:
  - Michael Andrew, amerykański pływak
  - Natalia Barbusińska, polska pięściarka
  - Helena Wiśniewska, polska kajakarka
- 19 kwietnia – Luguentz Dort, kanadyjski koszykarz, haitańskiego pochodzenia
- 20 kwietnia:
  - Anna Patten, angielska piłkarka
  - Fabio Quartararo, francuski motocyklista wyścigowy
  - Jeremi Sikorski, polski piosenkarz, muzyk, aktor
  - Carly Rose Sonenclar, amerykańska piosenkarka, aktorka
- 22 kwietnia:
  - Niamh Emerson, brytyjska lekkoatletka, wieloboistka
  - Juan Camilo Hernández, kolumbijski piłkarz
  - Eeli Tolvanen, fiński hokeista
- 25 kwietnia - Avery Skinner, amerykańska siatkarka
- 27 kwietnia:
  - Mathilde Gros, francuska kolarka torowa
  - Piotr Pyrdoł, polski piłkarz
- 28 kwietnia:
  - Chikezie Okpala, amerykański koszykarz
  - Silje Opseth, norweska skoczkini narciarska, specjalistka kombinacji norweskiej
- 5 maja:
  - Nathan Chen, amerykański łyżwiarz figurowy pochodzenia chińskiego
  - 6 Dogs, amerykański raper (zm. 2021)
  - Mateusz Janikowski, polski siatkarz
  - Justin Kluivert, holenderski piłkarz
  - Aleksandr Komarow, rosyjski zapaśnik
- 7 maja:
  - Cody Gakpo, holenderski piłkarz pochodznia togijskiego
  - Kamiłła Ogun, rosyjska koszykarka
  - Dominika Gąsieniec, polska piłkarka
  - Yves Pons, francuski koszykarz pochodzenia haitańskiego
  - Elisa Silva, portugalska piosenkarka
- 8 maja:
  - Rebeca Andrade, brazylijska gimnastyczka
  - Džanan Musa, bośniacki koszykarz
  - Cole Swider, amerykański koszykarz
- 10 maja:
  - Sebastian Szymański, polski piłkarz
  - Kacper Mąkowski, polski koszykarz
- 11 maja:
  - Sabrina Carpenter, amerykańska aktorka
  - Madison Lintz, amerykańska aktorka
- 12 maja – Karolina Stefańczyk, polska koszykarka
- 14 maja – Paulina Piechota, polska pływaczka
- 15 maja:
  - Anastasija Gasanowa, rosyjska tenisistka
  - Seone Mendez, australijska tenisistka
- 18 maja – Laura Omloop, belgijska piosenkarka
- 20 maja:
  - Tara Davis-Woodhall, amerykańska lekkoatletka, skoczkini w dal
  - Josephine Obossa, włoska siatkarka
- 22 maja:
  - Camren Bicondova, amerykańska aktorka, tancerka
  - Jules Chappaz, francuski biegacz narciarski
- 23 maja:
  - James Charles, amerykański youtuber, wizażysta, model
  - Aleksandre Mamukelaszwili, gruziński koszykarz, posiadający także amerykańskie obywatelstwo
  - Fumika Segawa, japońska skoczkini narciarska
  - Natnael Tesfatsion, erytrejski kolarz szosowy
  - Eliza Wróblewska, polska judoczka
  - Blanka Stajkow, polska piosenkarka, fotomodelka
- 27 maja:
  - Matheus Cunha, brazylijski piłkarz
  - Lily-Rose Depp, amerykańska aktorka, modelka
  - Morteza Szarifi, irański siatkarz
- 28 maja:
  - Cameron Boyce, amerykański aktor dziecięcy (zm. 2019)
  - Jodie Burrage, brytyjska tenisistka
  - Karolina Łozowska, polska lekkoatletka, sprinterka
- 29 maja – Witalij Mykołenko, ukraiński piłkarz
- 31 maja:
  - Joanna Ciesielczyk, polska siatkarka
  - Roman Sadovsky, kanadyjski łyżwiarz figurowy pochodzenia ukraińskiego
- 1 czerwca – Technoblade, amerykański youtuber, osobowość internetowa (zm. 2022)
- 2 czerwca:
  - Paweł Wąsek, polski skoczek narciarski
  - Wei Yi, chiński szachista
- 3 czerwca:
  - Javonte Smart, amerykański koszykarz
  - Grace Berger, amerykańska koszykarka
- 4 czerwca:
  - Domen Prevc, słoweński skoczek narciarski
  - Ana Quiñonez, ekwadorska lekkoatletka, tyczkarka
  - Zhaire Smith, amerykański koszykarz
- 7 czerwca:
  - Marija Jakowlewa, rosyjska skoczkini narciarska
  - Camryn Rogers, kanadyjska lekkoatletka, młociarka
- 8 czerwca:
  - Nate Hinton, amerykański koszykarz
  - Dane Ingham, nowozelandzki piłkarz pochodzenia samoańskiego
  - Alisa Jefimowa, rosyjska łyżwiarka figurowa
  - Anna Kubicka, polska szachistka
  - Anfernee Simons, amerykański koszykarz
- 10 czerwca:
  - Katarzyna Świeżak, polska koszykarka
  - Kianna Smith, amerykańska koszykarka
  - Blanche, belgijska piosenkarka, autorka tekstów
  - Ma Yexin, chińska tenisistka
  - Minerva Fabienne Hase, niemiecka łyżwiarka figurowa
- 11 czerwca:
  - Lilah Fear, brytyjsko-amerykańska łyżwiarka figurowa pochodzenia kanadyjskiego
  - Kai Havertz, niemiecki piłkarz
  - Adam Kozák, czeski siatkarz
  - Katelyn Nacon, amerykańska aktorka
  - Ołeksandr Safronow, ukraiński piłkarz
  - Saxon Sharbino, amerykańska aktorka
- 12 czerwca – Sophie Chauveau, francuska biathlonistka
- 13 czerwca – Maddison-Lee Wesche, nowozelandzka lekkoatletka, kulomiotka
- 14 czerwca:
  - Leaky Black, amerykański koszykarz
  - Sam Thomas, amerykańska koszykarka
  - Alicja Grabska, polska koszykarka
  - Kim Min-seok, południowokoreański łyżwiarz szybki
  - Paul Reed, amerykański koszykarz
- 15 czerwca – Oswaldo León, meksykański piłkarz
- 17 czerwca:
  - Karla Erjavec, chorwacka koszykarka
  - Immanuel Quickley, amerykański koszykarz
  - Jelena Rybakina, rosyjska tenisistka
  - Luis Sinisterra, kolumbijski piłkarz
- 19 czerwca – Alondes Williams, amerykański koszykarz
- 20 czerwca:
  - Maria Bączek, polska judoczka
  - Yui Mizuno, japońska piosenkarka, modelka
- 21 czerwca:
  - Weronika Kaleta, polska biegaczka narciarska
  - Natalie Alyn Lind, amerykańska aktorka
  - Anastasija Zimiankowa, białoruska zapaśniczka
- 23 czerwca:
  - Łukasz Kuczyński, polski łyżwiarz szybki
  - Saben Lee, amerykański koszykarz
  - Hubert Miłkowski, polski aktor
  - Piotr Rybski, polski piłkarz ręczny
- 25 czerwca – Collin Gillespie, amerykański koszykarz
- 27 czerwca – Jamaree Bouyea, amerykański koszykarz
- 28 czerwca – Markéta Vondroušová, czeska tenisistka
- 30 czerwca – Yui Susaki, japońska zapaśniczka
- 1 lipca – Alicja Falkowska, polska koszykarka
- 2 lipca:
  - Isaiah Joe, amerykański koszykarz
  - Marcos Louzada Silva, brazylijski koszykarz
- 3 lipca – Agnieszka Rejment, polska łyżwiarka figurowa
- 4 lipca:
  - Moa Kikuchi, japońska piosenkarka, modelka
  - Adrianna Topolnicka, polska lekkoatletka, biegaczka
- 5 lipca – Suzan Lamens, holenderska tenisistka
- 6 lipca – Denis Drăguș, rumuński piłkarz
- 7 lipca:
  - Teja Goršič, słoweńska koszykarka
  - Moussa Diaby, francuski piłkarz pochodzenia malijskiego
  - Zehra Güneş, turecka siatkarka
  - Hikaru Mori, japońska gimnastyczka
- 8 lipca:
  - Ashton Hagans, amerykański koszykarz
  - McCartney Kessler, amerykańska tenisistka
  - Hanah Lahe, estońska polityczka
  - İpek Öz, turecka tenisistka
  - Luciano Palonsky, argentyński siatkarz
  - Nadir Rüstamli, azerski piosenkarz
- 9 lipca:
  - Wahan Biczachczian, ormiański piłkarz
  - Jaylen Nowell, amerykański koszykarz
  - Camille Rast, szwajcarska narciarka alpejska
- 10 lipca – Peruth Chemutai, ugandyjska lekkoatletka, biegaczka
- 11 lipca – Isabelle Haak, szwedzka siatkarka
- 13 lipca:
  - Neemias Queta, portugalski koszykarz
  - Kayla Wells, amerykańska koszykarka
- 14 lipca:
  - Wojciech Kolańczyk, polski szpadzista
  - Yumeka Tanabe, japońska zapaśniczka
- 15 lipca:
  - Sae Nanjō, japońska zapaśniczka
  - Fabrisio Saïdy, francuski lekkoatleta, sprinter pochodzenia madagaskarskiego
- 16 lipca – Dominik Wilczek, polski koszykarz
- 17 lipca – Julia Świątkiewicz, polska judoczka
- 19 lipca – Krystian Ochman, amerykańsko-polski piosenkarz i kompozytor
- 20 lipca:
  - Goga Bitadze, gruziński koszykarz
  - Elissa Downie, brytyjska gimnastyczka
  - Aleksandra Hanowerska, monakijska sportsmenka, członkini rodziny książęcej
  - Pop Smoke, amerykański raper (zm. 2020)
- 21 lipca – Maria Mateas, amerykańska tenisistka
- 22 lipca:
  - Federica Busolini, włoska siatkarka
  - Miwa Morikawa, japońska zapaśniczka
  - Letizia Paternoster, włoska kolarka torowa
- 26 lipca:
  - Dulcy Fankam Mendjiadeu, kameruńska koszykarka
  - Benedetta Glionna, włoska piłkarka
  - Birk Irving, amerykański narciarz dowolny
- 30 lipca:
  - Joey King, amerykańska aktorka
  - Mika Schwann, austriacki skoczek narciarski
- 1 sierpnia – Christoph Baumgartner, austriacki piłkarz
- 2 sierpnia – Devon Dotson, amerykański koszykarz
- 4 sierpnia:
  - Kelly Gould, amerykańska aktorka
  - Saku Ylätupa, fiński piłkarz
- 5 sierpnia – Alina Hruszyna-Akobija, ukraińska zapaśniczka
- 6 sierpnia – Rebeka Masarova, hiszpańska tenisistka
- 8 sierpnia – Maria Zhang, polsko-chińska aktorka
- 10 sierpnia:
  - Michaela Onyenwere, amerykańska koszykarka, posiadająca także nigeryjskie obywatelstwo
  - Anton Brehme, niemiecki siatkarz
  - Kerem Kamal, turecki zapaśnik
  - Frida Karlsson, szwedzka biegaczka narciarska
  - Ja Morant, amerykański koszykarz
  - Jason Preston, amerykański koszykarz
  - Piotr Tarkowski, polski lekkoatleta
- 11 sierpnia – Kevin Knox, amerykański koszykarz
- 12 sierpnia – Jule Niemeier, niemiecka tenisistka
- 14 sierpnia – Giulia Medici, włoska wspinaczka sportowa
- 15 sierpnia – Jagoda Kibil, polska lekkoatletka, sprinterka
- 16 sierpnia:
  - Karen Chen, amerykańska łyżwiarka figurowa pochodzenia tajwańskiego
  - Mickaël Cuisance, francuski piłkarz
- 17 sierpnia – Hanna Puchalska, polska youtuberka, infruencerka, piosenkarka
- 18 sierpnia:
  - Karolina Szydłowska, polska koszykarka
  - Talia Castellano, amerykańska youtuberka (zm. 2013)
  - Georgi Petrow, bułgarski siatkarz
  - Cassius Stanley, amerykański koszykarz
  - Onni Valakari, fiński piłkarz
- 20 sierpnia:
  - Karolina Gąsecka, polska łyżwiarka szybka
  - Lisa Gunnarsson, szwedzka lekkoatletka, tyczkarka
- 21 sierpnia:
  - Emilia Kääntä, fińska siatkarka
  - Kacper Kostorz, polski piłkarz
  - Grabriela Rocha, brazylijska zapaśniczka
- 22 sierpnia:
  - Adrian Łyszczarz, polski piłkarz
  - Mai Mihara, japońska łyżwiarka figurowa
- 23 sierpnia – Joe Wieskamp, amerykański koszykarz
- 26 sierpnia – Naz Reid, amerykański koszykarz
- 27 sierpnia – Jared Rhoden, amerykański koszykarz
- 28 sierpnia:
  - Aleksandr Gallamow, rosyjski łyżwiarz figurowy
  - Luna, polska piosenkarka, autorka piosenek
  - Mikołaj, duński książę
  - Natalia Wosztyl, polska lekkoatletka, płotkarka
- 30 sierpnia:
  - Mai Hontama, japońska tenisistka
  - Aaron Henry, amerykański koszykarz
- 3 września:
  - Anna Berreiter, niemiecka saneczkarka
  - Rich Brian, indonezyjski raper, komik
  - Sarah Lagger, austriacka lekkoatletka, wieloboistka
- 6 września – Lada Vondrová, czeska lekkoatletka, sprinterka i płotkarka
- 8 września – Natalia Murek, polska siatkarka
- 9 września – Roksana Słupek, polska triathlonistka
- 10 września – Ivana Raca, serbsko-cypryjska koszykarka
- 11 września – Julita Kusy – polska piosenkarka i autorka tekstów
- 12 września:
  - Katarina Lazović, serbska siatkarka
  - Michał Sierocki, polski lekkoatleta, płotkarz
- 13 września – Lexie Hull, amerykańska koszykarka
- 14 września – Anna Juppe, austriacka biathlonistka
- 15 września – Jaren Jackson, amerykański koszykarz
- 17 września:
  - Udoka Azubuike, nigeryjski koszykarz
  - Jaimee Fourlis, australijska tenisistka
  - Won Ji-an, południowokoreańska aktorka
  - Patryk Wysocki, polski hokeista
- 18 września – Sylwester Lusiusz, polski piłkarz
- 19 września:
  - Precious Achiuwa, nigeryjski koszykarz
  - Alexandra Emilianov, mołdawska lekkoatletka, miotaczka
- 20 września:
  - Daniel Oturu, amerykański koszykarz
  - Giuliano Alesi, francuski kierowca wyścigowy
  - Ingebjørg Saglien Bråten, norweska skoczkini narciarska
  - Jeong Woo-yeong, południowokoreański piłkarz
- 22 września:
  - Robert Woodard, amerykański koszykarz
  - Charli Collier, amerykańska koszykarka
- 23 września:
  - Artemas Diamandis, brytyjsko-cypryjski piosenakrz, autor tekstów, kompozytor i producent muzyczny
  - Terry Taylor, amerykański koszykarz
- 24 września:
  - Weronika Preihs, polska koszykarka
  - Britt Herbots, belgijska siatkarka
  - Isaiah Mobley, amerykański koszykarz
  - Julia Rocka, polska piosenkarka, autorka tekstów, aktorka
  - Magdalena Żak, polska aktorka
- 26 września:
  - Dione Housheer, holenderska piłkarka ręczna
  - Kinga Królik, polska lekkoatletka, biegaczka średnio- i długodystansowa
- 27 września – Federica Isola, włoska szpadzistka
- 28 września – Kayla Day, amerykańska tenisistka
- 29 września:
  - Choi Ye-na, południowokoreańska piosenkarka, aktorka
  - Taylor Manson, amerykańska lekkoatletka, sprinterka
- 30 września:
  - Sofia Cantore, włoska piłkarka
  - Henrik Larsson, szwedzki lekkoatleta, sprinter
  - Wiktor Trofimow, ukraiński i polski żużlowiec
- 1 października – Emma Fourreau, francuska polityk, eurodeputowana
- 4 października:
  - Ołeksandr Bielajew, ukraiński piłkarz
  - Marcin Bułka, polski piłkarz, bramkarz
  - Jackson Muleka, kongijski piłkarz
  - Marvin Pieringer, niemiecki piłkarz
- 5 października:
  - Ilaria Cusinato, włoska pływaczka
  - Polina Gurýewa, turkmeńska sztangistka
  - Aleksandra Płocińska, polska lekkoatletka, biegaczka średniodystansowa
  - Sena Tomita, japońska snowboardzistka
- 8 października:
  - Đorđe Petrović, serbski piłkarz
  - Luīze Šepte, łotewska koszykarka
- 10 października:
  - Lee Eun-saem, południowokoreańska aktorka
  - Zala Friškovec, słoweńska koszykarka
- 11 października:
  - Keldon Johnson, amerykański koszykarz
  - Agnes Reisch, niemiecka skoczkini narciarska
- 13 października – David Duke, amerykański koszykarz
- 14 października – Isak Amundsen, norweski piłkarz
- 15 października:
  - Bailee Madison, amerykańska aktorka
  - Ben Woodburn, walijski piłkarz
  - Marko Simonović, czarnogórski koszykarz
- 16 października:
  - Angelika Szymańska, polska judoczka
  - Melissa Vargas, kubańska siatkarka
  - Aaron Nesmith, amerykański koszykarz
- 18 października - Berfu Cengiz, turecka tenisistka
- 20 października:
  - Darius Days, amerykański koszykarz
  - Javon Freeman-Liberty, amerykański koszykarz
- 22 października – Jalen Pickett, amerykański koszykarz
- 26 października – Karolina Zaborska, polska koszykarka
- 28 października – Amber Glenn, amerykańska łyżwiarka figurowa
- 30 października – Issuf Sanon, ukraiński koszykarz
- 31 października:
  - Danielle Rose Russell, amerykańska aktorka
  - Han Xu, chińska koszykarka
- 5 listopada:
  - Loena Hendrickx, belgijska łyżwiarka figurowa
  - Naruha Matsuyuki, japońska zapaśniczka
  - Yasuha Matsuyuki, japońska zapaśniczka
- 6 listopada:
  - Arianna Caruso, włoska piłkarka
  - Monika Fedusio, polska siatkarka
  - Yasmin Giger, szwajcarska lekkoatletka, sprinterka i płotkarka
- 7 listopada – Dalano Banton, kanadyjski koszykarz
- 9 listopada:
  - Tiarn Collins, nowozelandzki snowboardzista
  - Meerim Dżumanazarowa, kirgiska zapaśniczka
  - Ana Maria Marković, chorwacka piłkarka
  - Karol Sevilla, meksykańska aktorka, piosenkarka
- 10 listopada:
  - Victaria Saxton, amerykańska koszykarka
  - Armand Duplantis, szwedzki lekkoatleta, tyczkarz pochodzenia amerykańskiego
  - João Félix, portugalski piłkarz
  - Kiernan Shipka, amerykańska aktorka
  - Michael Cimino, amerykański aktor
- 11 listopada:
  - Jan Wójcik, polski koszykarz
  - Szymon Wójcik, polski koszykarz
  - Emma González, amerykańska działaczka społeczna pochodzenia kubańskiego
  - Buddy Boeheim, amerykański koszykarz
- 13 listopada – Lando Norris, brytyjski kierowca wyścigowy
- 15 listopada:
  - Alina Bartkowska, polska siatkarka
  - Jontay Porter, amerykański koszykarz
- 16 listopada:
  - Radosław Majecki, polski piłkarz, bramkarz
  - Bol Bol, amerykański koszykarz, sudańskiego pochodzenia
- 19 listopada:
  - Davide Kovač, serbski siatkarz
  - Jewgienija Miedwiediewa, rosyjska łyżwiarka figurowa
  - Paweł Zygmunt, polski hokeista
- 21 listopada – Isaiah Firebrace, australijski piosenkarz
- 22 listopada:
  - Amálie Švábíková, czeska lekkoatletka, tyczkarka
  - Brandon Williams, amerykański koszykarz
- 24 listopada – Abby Steiner, amerykańska lekkoatletka, sprinterka
- 26 listopada – Martyna Łukasik, polska siatkarka
- 29 listopada – Ana Godinez, kanadyjska zapaśniczka
- 1 grudnia – Sofja Żuk, rosyjska tenisistka
- 2 grudnia – Fred Hechinger, amerykański aktor, reżyser i producent filmowy
- 5 grudnia:
  - Anastasija Bajdiuk, azerska siatkarka pochodzenia ukraińskiego
  - Dejah Slater, kanadyjska zapaśniczka
- 7 grudnia – Barbara Zieniewska, polska koszykarka
- 8 grudnia:
  - Iweta Faron, polska biegaczka narciarska i biathlonistka
  - Reece James, angielski piłkarz
- 9 grudnia:
  - Konrad Dawdo, polski koszykarz
  - Andrea Herzog, niemiecka kajakarka górska
  - Linn Svahn, szwedzka biegaczka narciarska
- 13 grudnia – Marina Bassols Ribera, hiszpańska tenisistka
- 18 grudnia:
  - Dorka Juhász, węgierska koszykarka
  - Niko Kytösaho, fiński skoczek narciarski
  - Begoña Vargas, hiszpańska aktorka
- 19 grudnia – Wiktoria Wierzba, polska pięcioboistka nowoczesna
- 22 grudnia – Merisa Dautović, słoweńska koszykarka
- 24 grudnia – Chris Smith, amerykański koszykarz
- 25 grudnia – Markquis Nowell, amerykański koszykarz
- 28 grudnia – Alexa Held, amerykańska koszykarka
- 29 grudnia:
  - Jusuf Ahmad Hamdi Ali Isa, egipski zapaśnik
  - Andreas Skov Olsen, duński piłkarz
  - Francisco Trincão, portugalski piłkarz
- 31 grudnia:
  - Ellesse Andrews, nowozelandzka kolarka torowa
  - Winfred Yavi, bahrajńska lekkoatletka, biegaczka średniodystansowa pochodzenia kenijskiego
- data dzienna nieznana: 
  - Joyce Abu-Zeid, niemiecka aktorka
  - Magda Kusa(inne języki), polska aktorka

## Zdarzenia astronomiczne
- 28 lipca – częściowe zaćmienie Księżyca. W maksimum większa część południowej połowy Księżyca była zanurzona w cieniu Ziemi[1].
- 11 sierpnia – całkowite zaćmienie Słońca (Saros 145). Cień Księżyca po raz pierwszy dotknął powierzchni Ziemi u wybrzeży Nowej Fundlandii w Kanadzie. Największe zaćmienie z całkowitą fazą trwającą dwie minuty i 23 sekundy nastąpiło kilka kilometrów na południowy zachód od rumuńskiego miasta Râmnicu Vâlcea położonego na południowych stokach Alp Transylwańskich. Na zakończenie pas całkowitego zaćmienia wszedł do Indii, gdzie opuścił Ziemię w pobliżu miast Nagpur i Hajdarabad[1].
- 15 listopada – przejście Merkurego na tle tarczy Słońca

## Nagrody Nobla
- z fizyki – Gerardus ’t Hooft, Martinus J.G. Veltman
- z chemii – Ahmed H. Zewail
- z medycyny – Günter Blobel
- z literatury – Günter Grass
- nagroda pokojowa – organizacja Lekarze bez Granic
- z ekonomii – Robert Mundell

## Święta ruchome
- Tłusty czwartek: 11 lutego
- Ostatki: 16 lutego
- Popielec: 17 lutego
- Niedziela Palmowa: 28 marca
- Pamiątka śmierci Jezusa Chrystusa: 1 kwietnia
- Wielki Czwartek: 1 kwietnia
- Wielki Piątek: 2 kwietnia
- Wielka Sobota: 3 kwietnia
- Wielkanoc: 4 kwietnia
- Poniedziałek Wielkanocny: 5 kwietnia
- Wniebowstąpienie Pańskie: 13 maja
- Zesłanie Ducha Świętego: 23 maja
- Boże Ciało: 3 czerwca